# Årstabroarna

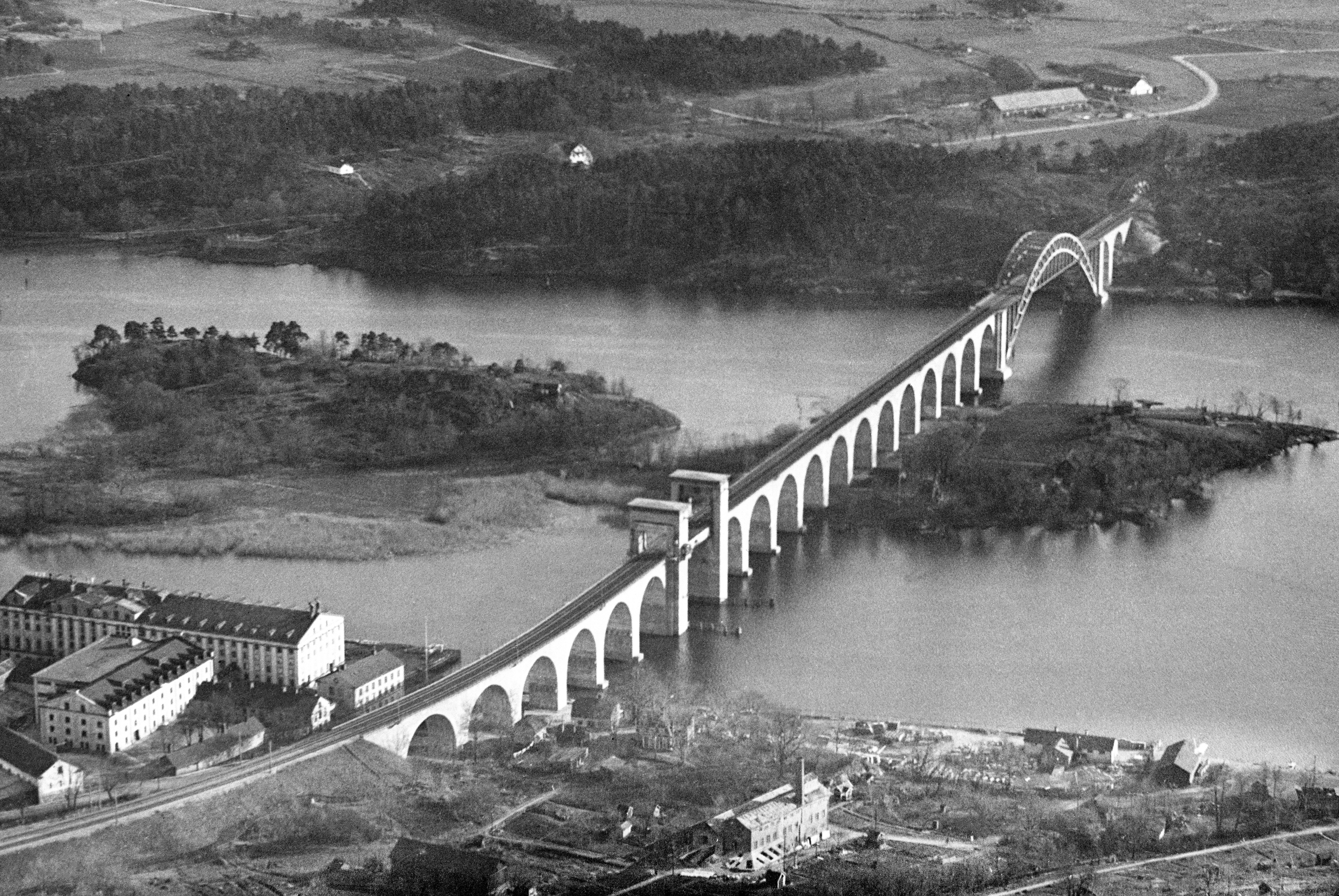
Gamla Årstabron söderut från Södermalm över Årstaviken, Årstaholmar mot Årsta, foto: Oscar Bladh 1934.

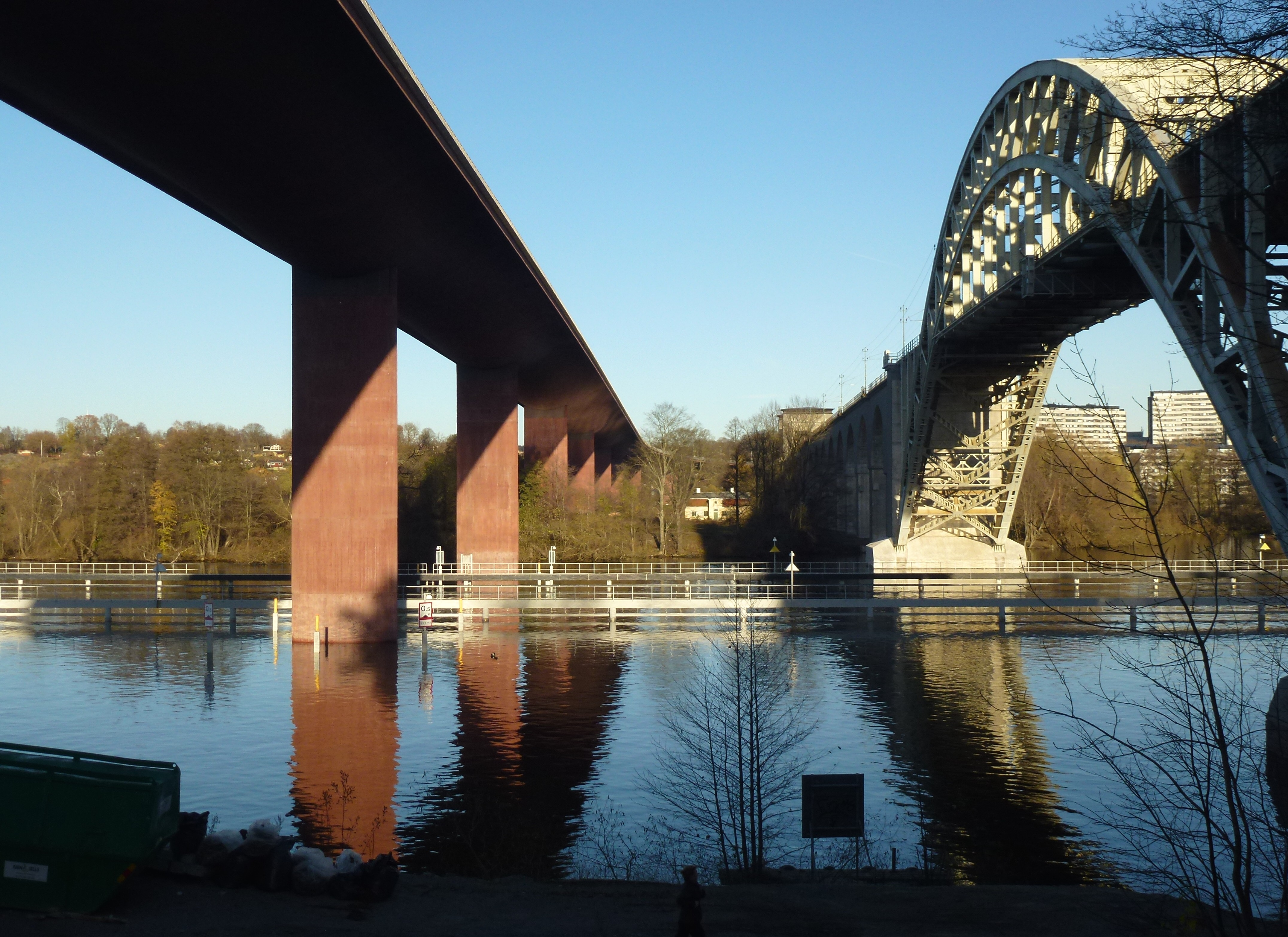
Den nyare, västra Årstabron (till vänster) och den äldre östra Årstabron, sedd från Årstasidan, november 2012.

Årstabroarna är två parallella järnvägsbroar över Årstaviken i Stockholm, som förbinder Årsta och Stockholms innerstad. De två broarna har tillsammans fyra järnvägsspår. På den västra bron finns även en gång- och cykelbana. Broarna passerar över ögruppen Årsta holmar.
När den nyare västra bron invigdes 2005 användes den initialt främst för norrgående trafik, medan södergående trafik gick på den äldre östra bron. Spåren närmast mitten var då främst avsedda för Stockholms pendeltåg, medan de yttre spåren nyttjades för övrig trafik. Från och med Citybanans driftsättning juli 2017 används den västra bron av tåg som trafikerar Citybanan (pendeltågen, samt ibland även andra tåg t.ex. när getingmidjan är avstängd och något tåg behöver transporteras mellan norra och södra Stockholm) och den östra bron av tåg som passerar Stockholms centralstation (fjärr-, regional- och godståg samt, då Citybanan inte fungerar, tillfälligt även pendeltåg).
Under 1920-talet fanns även långtgående planer på en gatubro ovanpå den dåvarande (östra) Årstabron. Projektet kom dock inte att genomföras, och först 20 år senare uppfördes istället Skanstullsbron som den första gatubron på segelfri höjd över Hammarbyleden.
Östra Årstabron är sedan 1986 ett statligt byggnadsminne.

## Historia

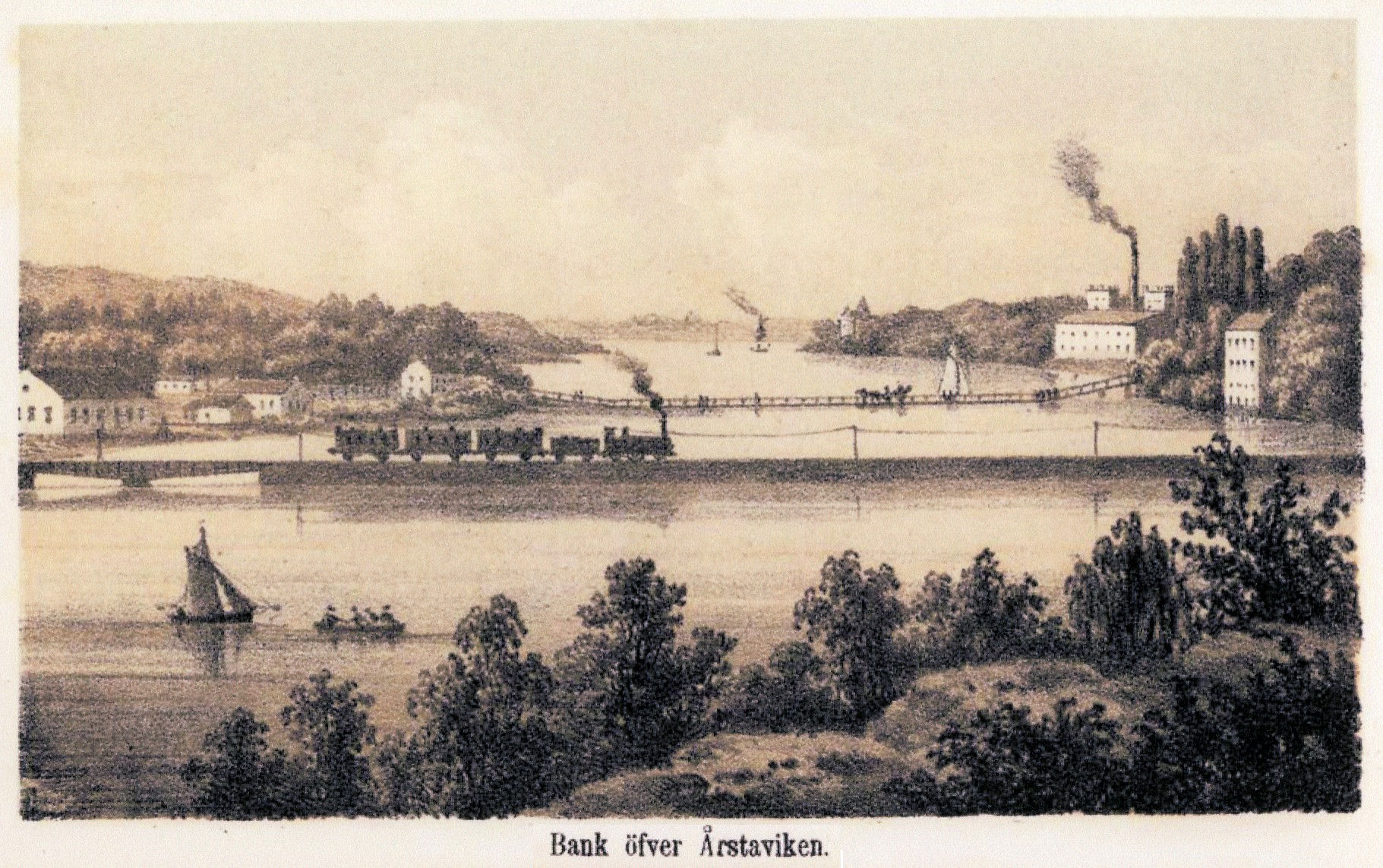
Banken vid Liljeholmen, 1870

Den första järnvägsförbindelsen över Årstaviken byggdes 1860 i samband med Västra stambanans sträckning till Södra station. Då uppfördes en låg järnvägsbank med en svängbro över viken. Banken drogs längre västerut över Årstaviken än dagens Årstabroar, ungefär i höjd med nuvarande Liljeholmsbron. Några brofundament från svängbron syns fortfarande intill Liljeholmsbrons södra landfäste.
När Hammarbyleden anlades i mitten på 1920-talet som en bättre farled mellan Mälaren och Saltsjön kunde man inte ha kvar passagen via järnvägsbanken. Den ökande trafiken och hinderliga broöppningar krävde en ny bro och en ny högre Årstabro (nuvarande östra Årstabron) tog över järnvägstrafiken från Västra och Södra stambanan till Stockholm. Årstabron var en del av ett större infrastrukturprojekt som innefattade tre klaffbroar: Liljeholmsbron, Skansbron och Danviksbron samt kanal- och slussbyggen: Hammarby sluss och Danvikskanalen. Projektet avlastade Slussen från fartygstrafik som nu kunde gå via Hammarbyleden och Danvikskanalen och västra stambanan kunde dras på högbro till Stockholms södra station.

## Östra Årstabron

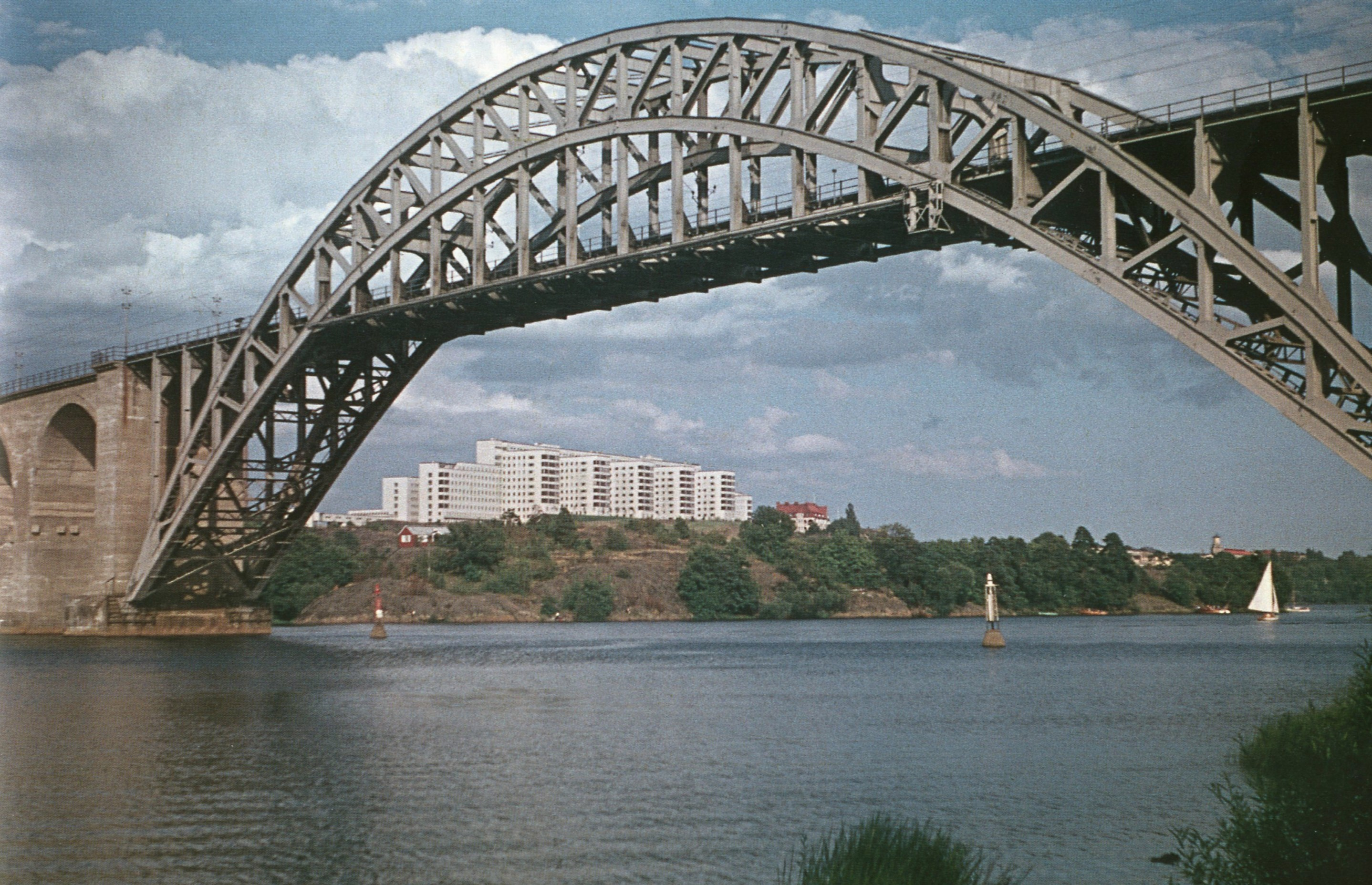
Årstabrons bågspann, vy från södra stranden med Södersjukhuset i bakgrunden, sent 1940-tal.

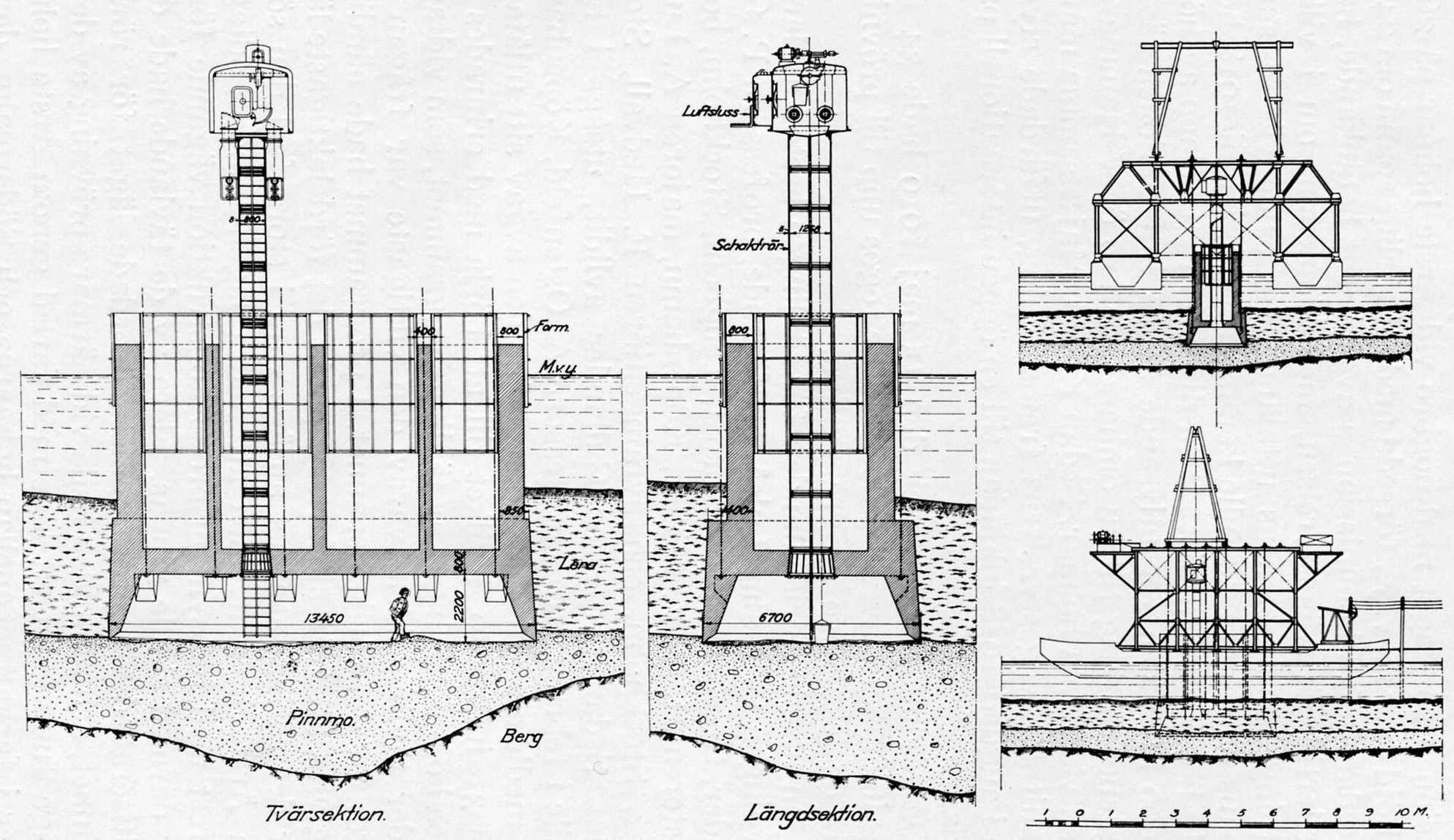
Grundläggning med kassun.

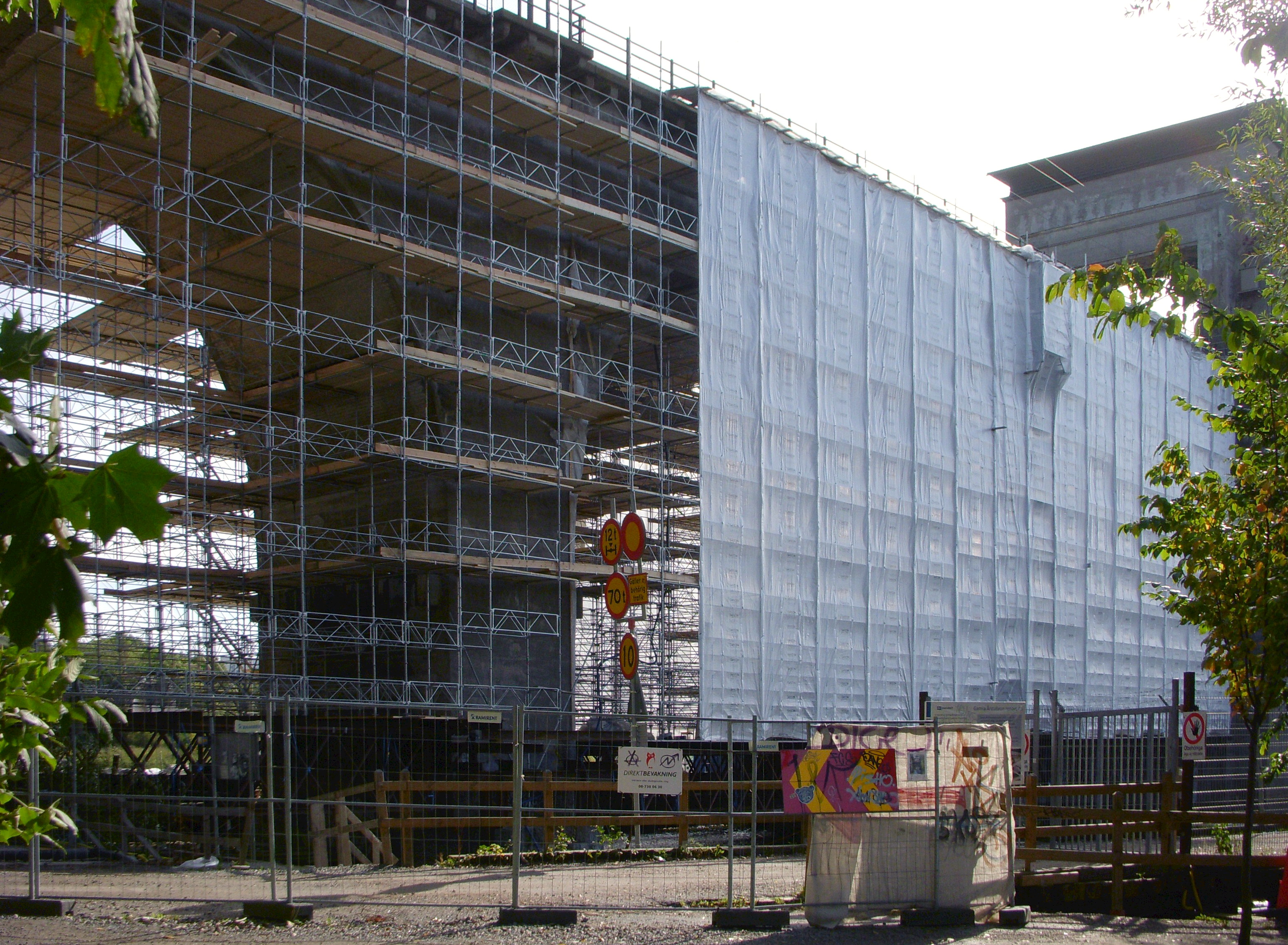
Årstabrons renovering, 2009.

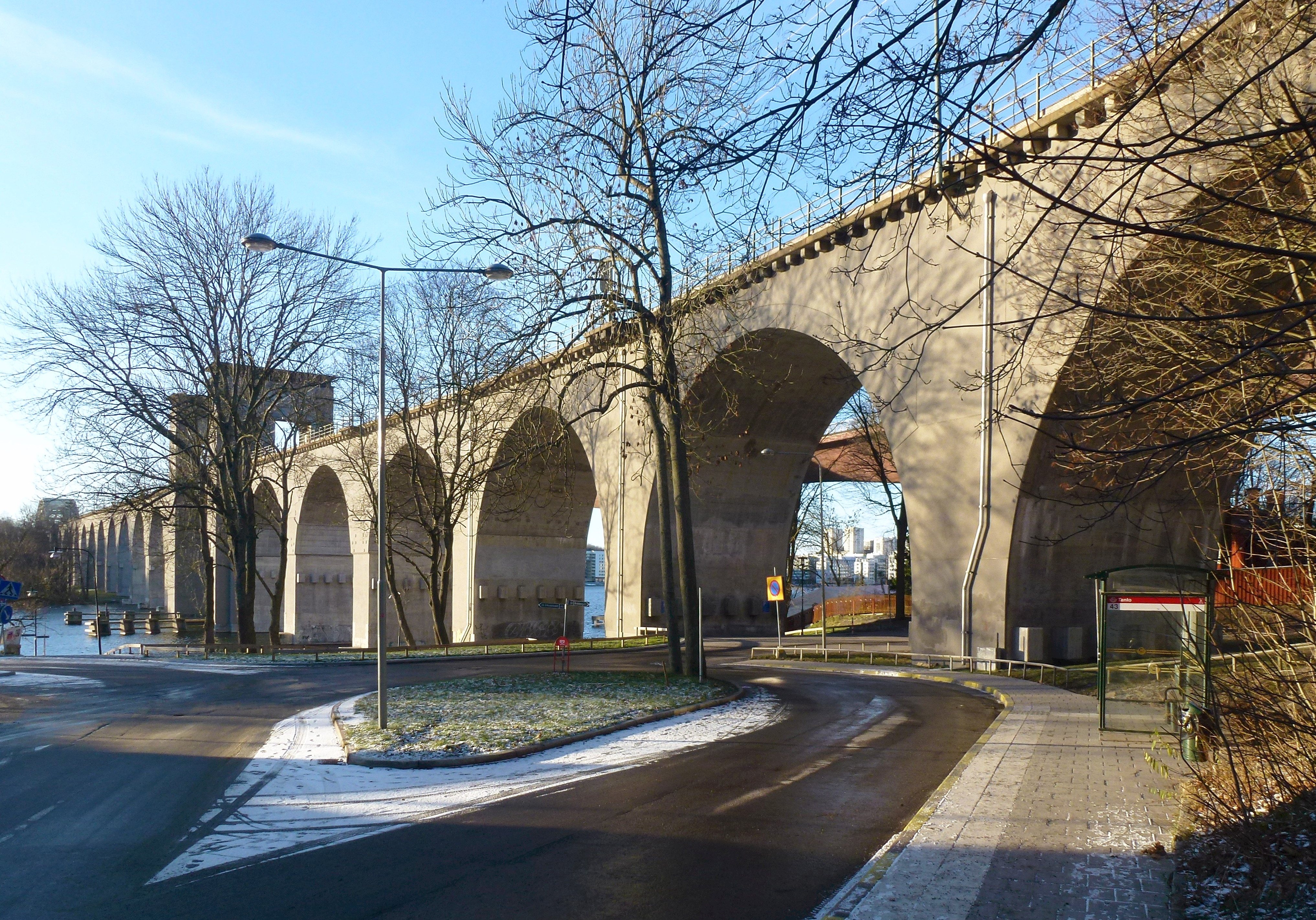
Bron efter renoveringen, 2014.

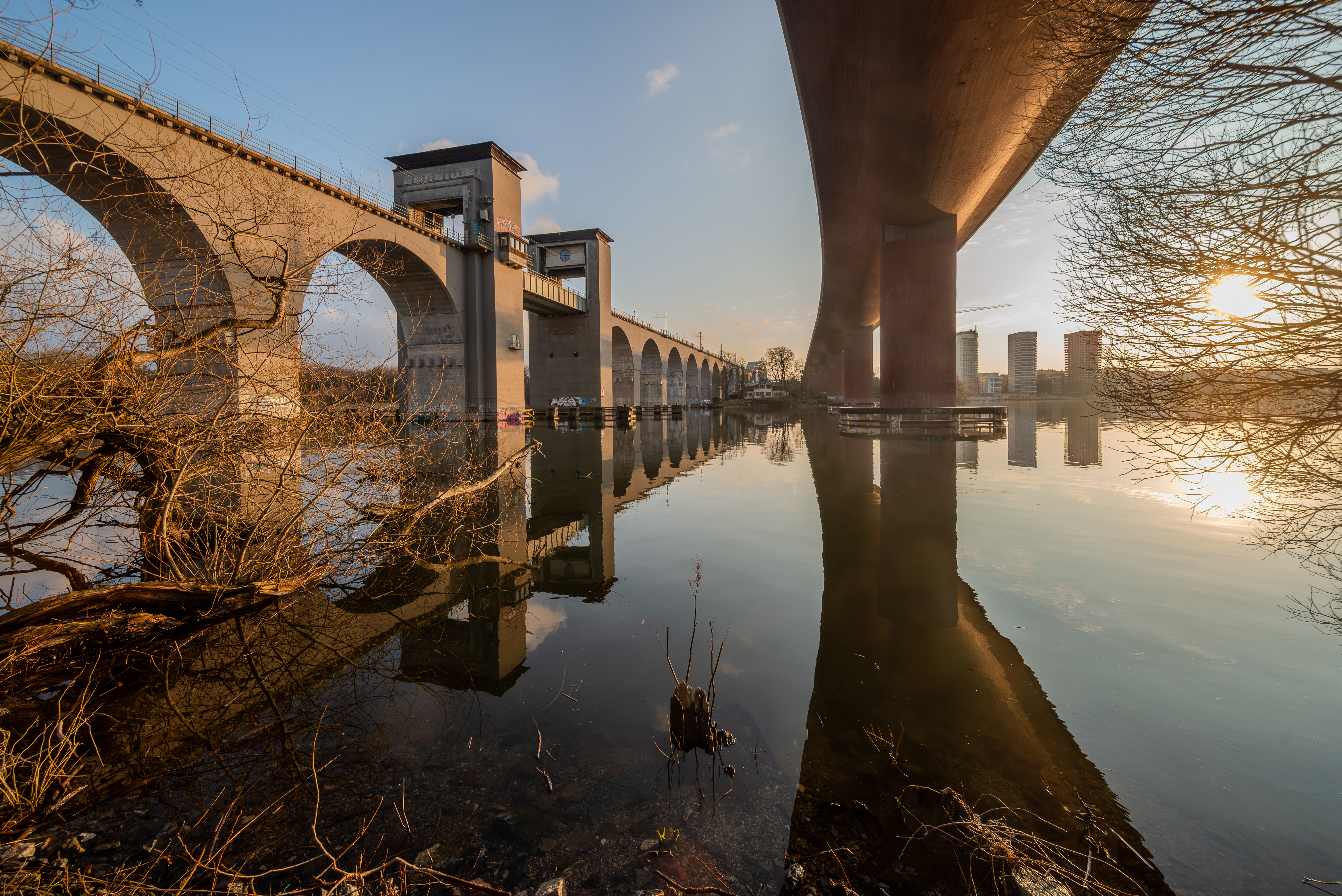
Östra bron sedd från Södermalm med den nya västra bron till höger.

Den nya sträckningen för västra stambanan över Hammarbykanalen mellan Västberga och Stockholms södra station utstakades i mitten av 1910-talet. Hela sträckan blev 3 600 meter lång, en förkortning med 787 meter jämförd med den gamla vägen över Liljeholmens station (se karta längst ner i artikeln). Förberedelser för broprojektet påbörjades redan under tiden för första världskriget genom fältundersökningar och en internationell tävling utlystes strax efter kriget.
När tävlingstiden var slut den 15 maj 1919 hade 34 förslag kommit in. I prisnämnden satt bland andra arkitekt Ivar Tengbom och väg- och vatteningenjören Per Gullander. Arkitekttävlingens första pris med motto ”Simplicitas” hade lämnats av Maschinenfabrik Augsburg-Nürnberg AG med Sven Markelius och Olof Lundgren som arkitekter och Arcus AB som konstruktör. Andra pris gick till ”Über Land und Wasser” med förslagsställare Brokonstruktionsbyrån Nilsson & Co samt Martin Westerberg som arkitekt och tredje pris var ”Hammarbyleden” som ett antal tunga tyska industrier under ledningen av Friedrich Krupp AG hade lämnat in.
Alla tre förslag hade gemensamt ett antal akveduktliknande korta brospann och ett större fackverksspann över farleden. Efter omfattande diskussioner och omarbetningar av förslaget enligt första priset kunde 1923 ett avtal tecknas mellan intressenterna Statens Järnvägar (SJ) och Stockholms stad, vilket ledde till att arbetena påbörjades samma år.
Östra Årstabron byggdes åren 1923–1929 under överinseende av SJ:s chefsarkitekt Folke Zettervall, bland konstruktörer kan nämnas Ernst Nilsson och Salomon Kasarnowsky, två ingenjörer som senare även konstruerade Tranebergsbron och Västerbron i Stockholm. Sakkunnig var professorn vid KTH Henrik Kreüger och vid brokonstruktionens arkitektoniska formgivning medverkade arkitekten i Byggnadsstyrelsen Cyrillus Johansson. Johansson var alltså inte brons ursprungliga arkitekt utan det var Sven Markelius i samarbete med Olof Lundgren.
Bland entreprenörerna märks Skånska Cementgjuteriet, Kreuger & Toll samt Kockums Mekaniska Verkstad. Som rådgivare i entreprenad- och avtalsfrågor anlitades Axel Björkman (VD för Arcus AB). Kontrollant var civilingenjör Gunnar Holmberg.
Brons 20 valvbågar är gjutna i betong i kombination med ett större, cirka 150 meter långt brospann i stålfackverk söder om Årsta holmar. Grundläggningen av bropelarna under vatten utfördes med hjälp av kassuner som med tryckluft och övertryck kunde hållas täta. Det var första gången som denna metod kom till användning i Sverige. Valvbågarna göts med hjälp av en flyttbar form, vars stomme stöddes på betongkonsoler på bropelarnas sidor. Dessa konsoler (fyra på varje pelarsida) lämnades kvar och syns fortfarande.
Bron var på sin tid Sveriges längsta bro och var ursprungligen tänkt att kunna byggas på med en övre vägbana för fordonstrafik (se avsnitt "Gatubron"). I farleden norr om Årsta holmar dominerar två höga pyloner brons utseende. Detta var inte bara ett estetiskt grepp av arkitekten utan även ett praktiskt; spannet mellan pylonerna kunde från början lyftas upp om passage av höga fartyg blev aktuell. Den 23 februari 1973 medgav Kommunikationsdepartementet att spannet låstes och svetsades fast i nedsänkt läge, eftersom både den mer frekventa användningen av Södertälje kanal (som alternativ färdväg mellan Mälaren och Östersjön) och segelfartygens minskade betydelse hade lett till att spannet under 1960-talet endast lyfts enstaka gånger per år.
Den totala längden är 753 meter och bredden är 9 meter. Segelfri höjd söder om Årsta holmar är 26 meter och segelbar bredd är 75 meter. Innan spannet norr om Årsta holmar svetsades fast var segelfri höjd där 32 meter. Nu är den 21,5 meter med en bredd om 24 meter.
En inskription på södra pylonen lyder:

DENNA BRO UPPFÖRDES
UNDER KONUNG GUSTAF Vs REGERING
1925 - 1929
Bron invigdes den 23 november 1929 av kung Gustaf V. Kostnaden uppgick till cirka 11 miljoner kronor. Bron klassades 1986 som byggnadsminne och är avbildad på ett frimärke från 1 december 1956.

### Renovering
Från och med 2007 till 2012 genomgick Östra Årstabron en omfattande renovering som utfördes på uppdrag av Trafikverket. Under våren 2007 färdigställdes arbeten med förstärkning av de två fundamenten som stålbågen över farleden mellan Årsta och Årsta holmar vilar på. Renoveringen syftade framför allt till att dämpa bullret och förbättra den bristfälliga dräneringen som orsakade att regnvatten långsamt bröt ner betongen. Under gamla Årstabrons makadam lades gummimattor som tätskikt mot betongen. Bland annat förstärktes även samtliga 20 betongvalv med ny armering och ny betong och betongvalvens sidor försågs med ett nytt ytskikt av betong. Arbetena var avslutade i december 2012.

### Historiska bilder

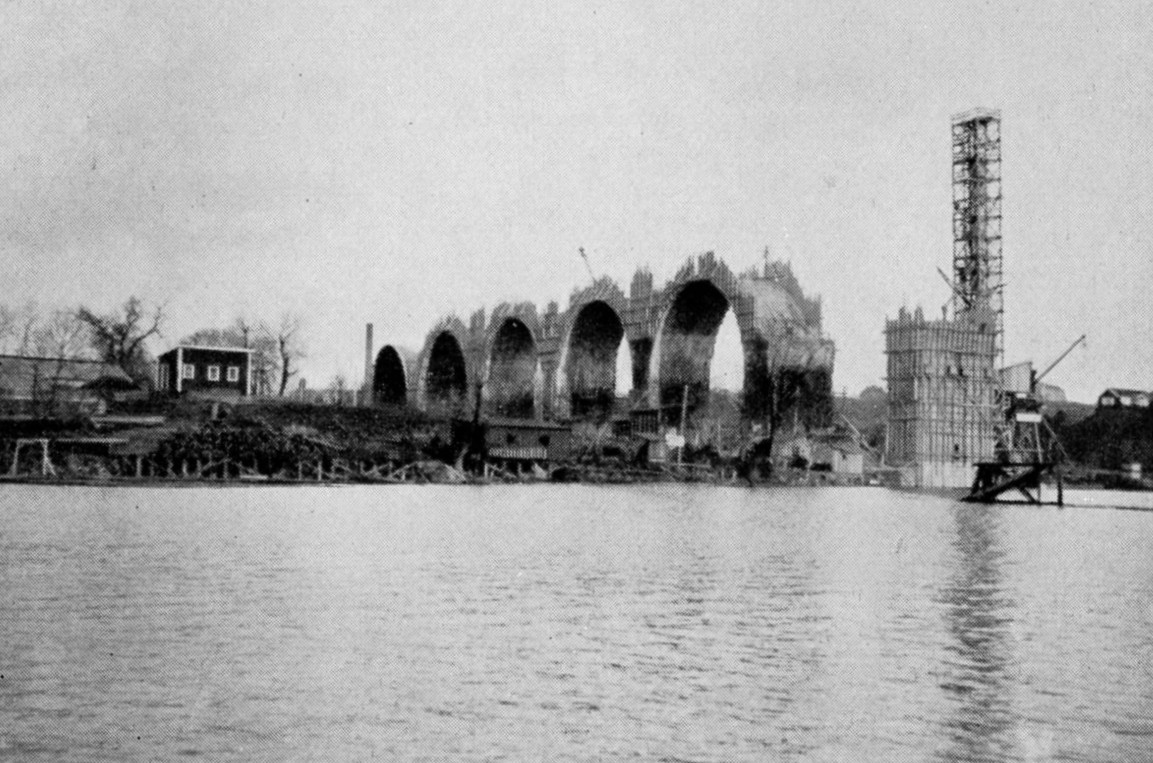
Valven gjuts ca 1924
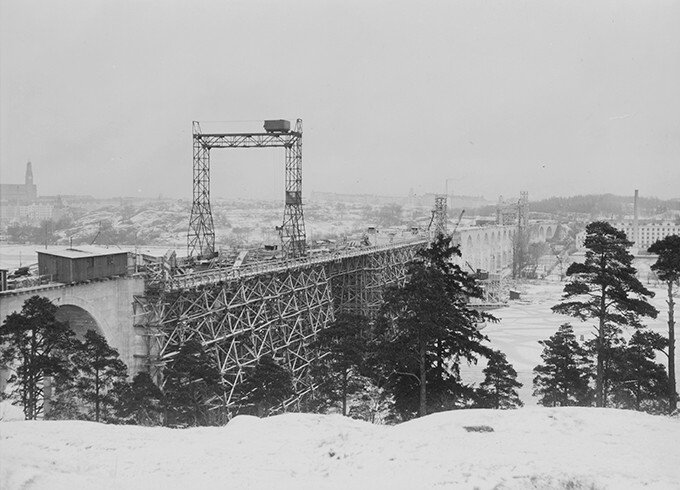
Södra brospannet ca 1925
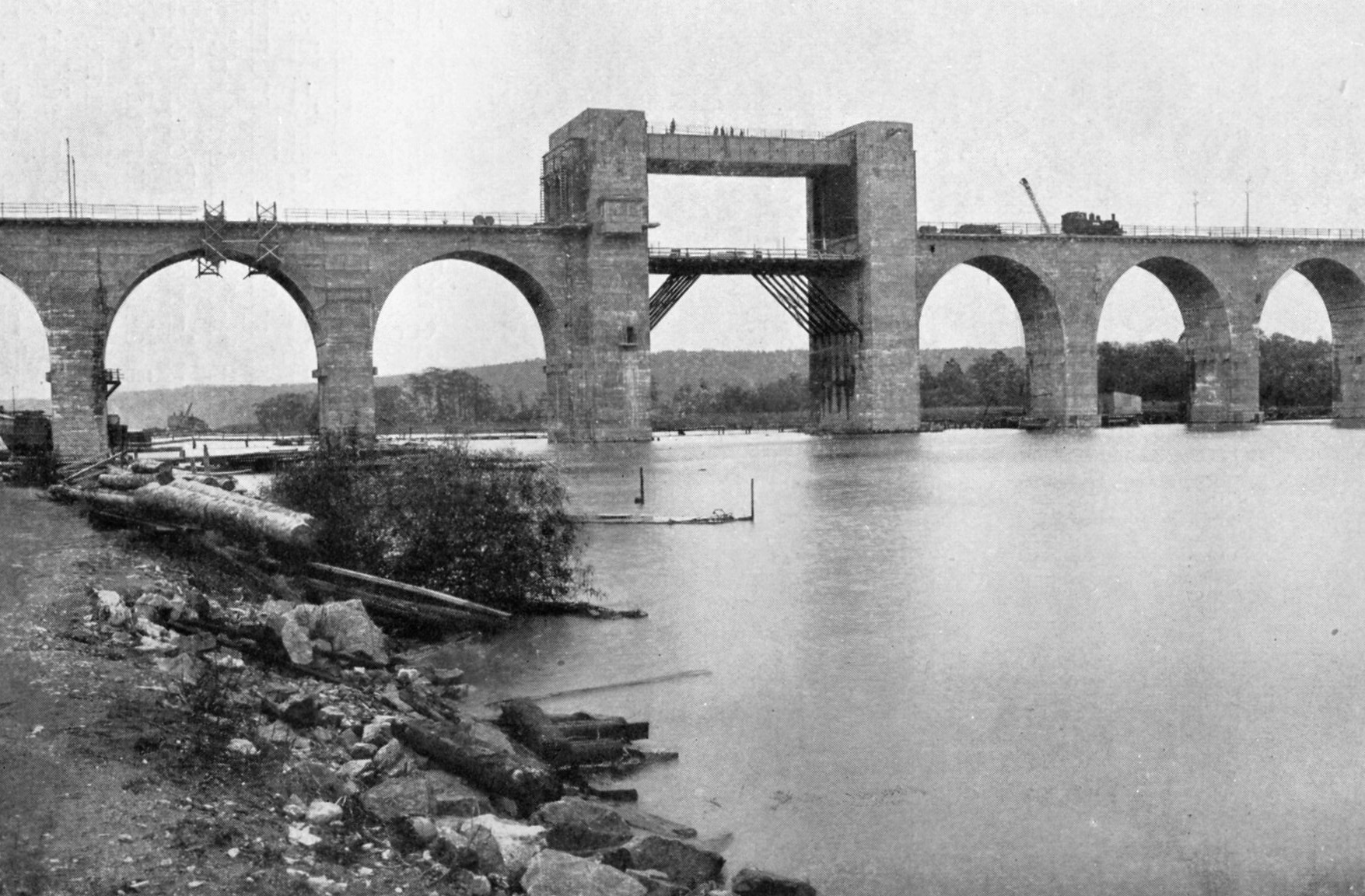
Brons lyftspann ca 1926
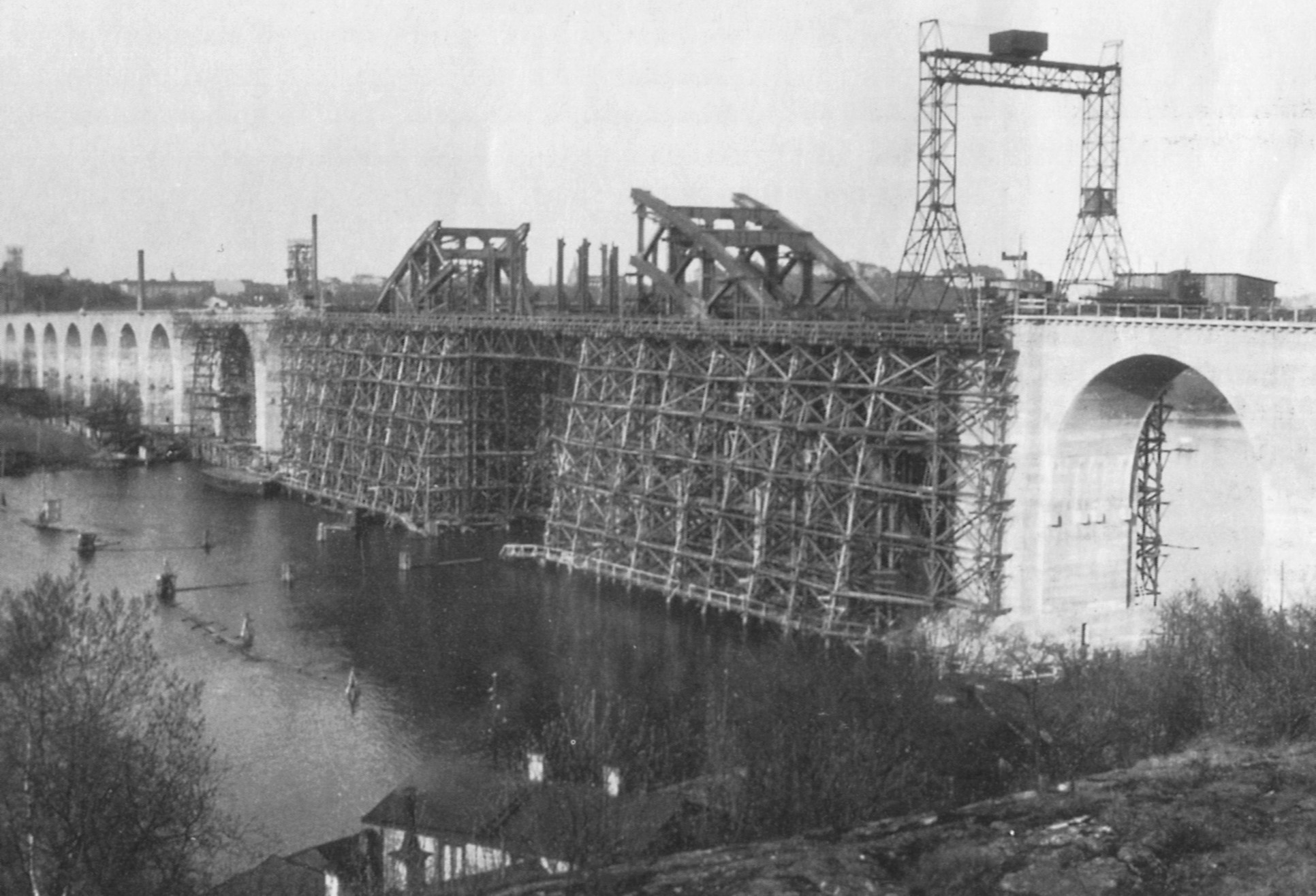
Södra brospannet ca 1928
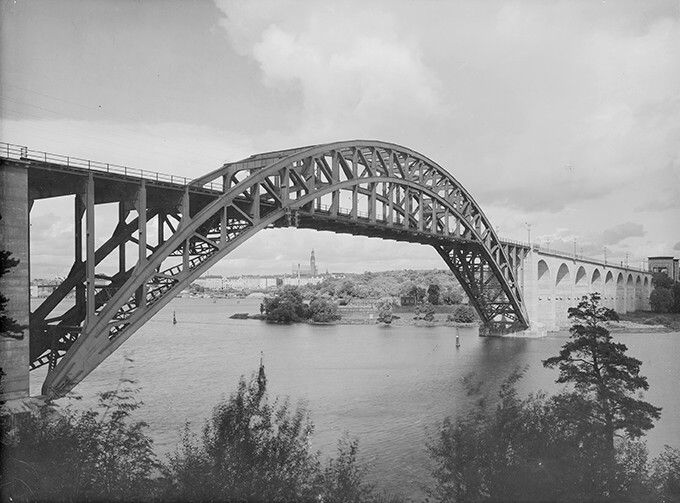
Den färdiga bron ca 1930
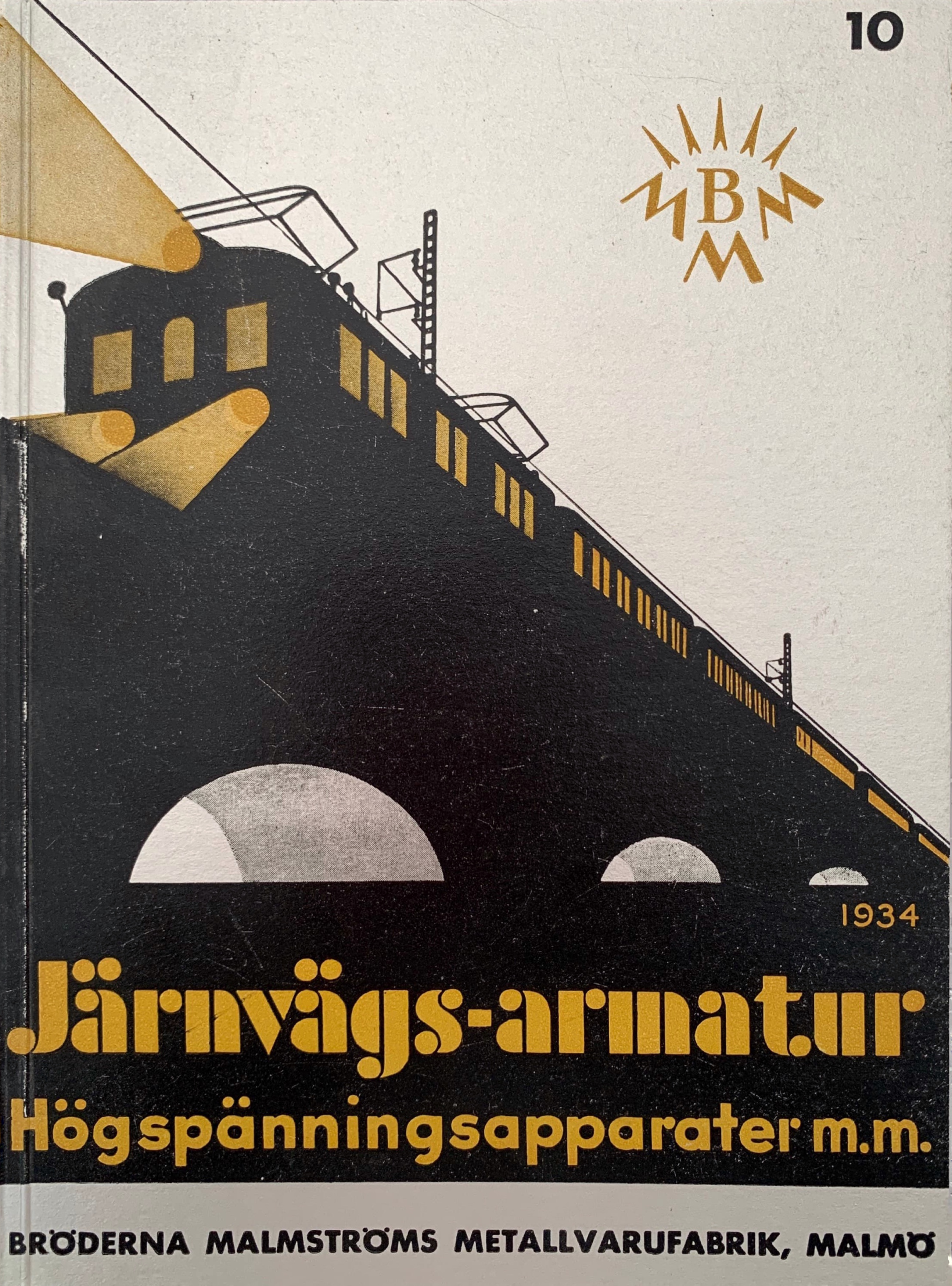
Bron avbildad på katalog 1934

### Gatubron

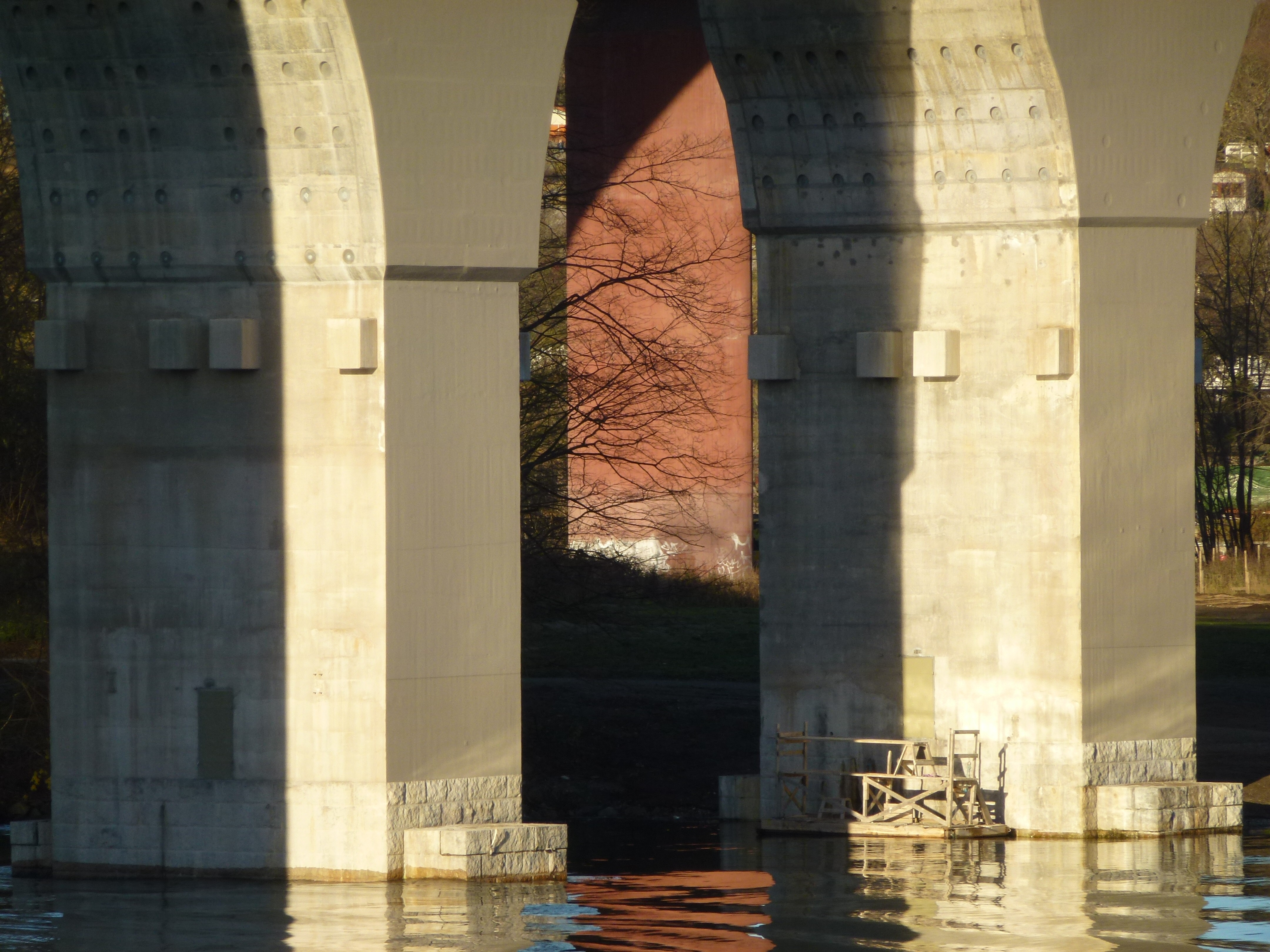
På bropelarens sida syns "hyllan", upplag för järnöverbyggnad av en framtida gatubro. "Klackarna" under valven var tillfälliga stöd för valvformen.

Från början var det planerat att ha en rörlig klaff istället för ett höj- och sänkbart spann över den norra farleden. Det ändrades 1925 då avtalet med Stockholms stad kompletterades på så sätt att järnvägsbron i framtiden kunde påbyggas med en fast vägbana för fordonstrafik. På stadens bekostnad förstärktes bron så att den kunde bära en järnkonstruktion med en fri höjd av omkring 32 meter över vattnet. 

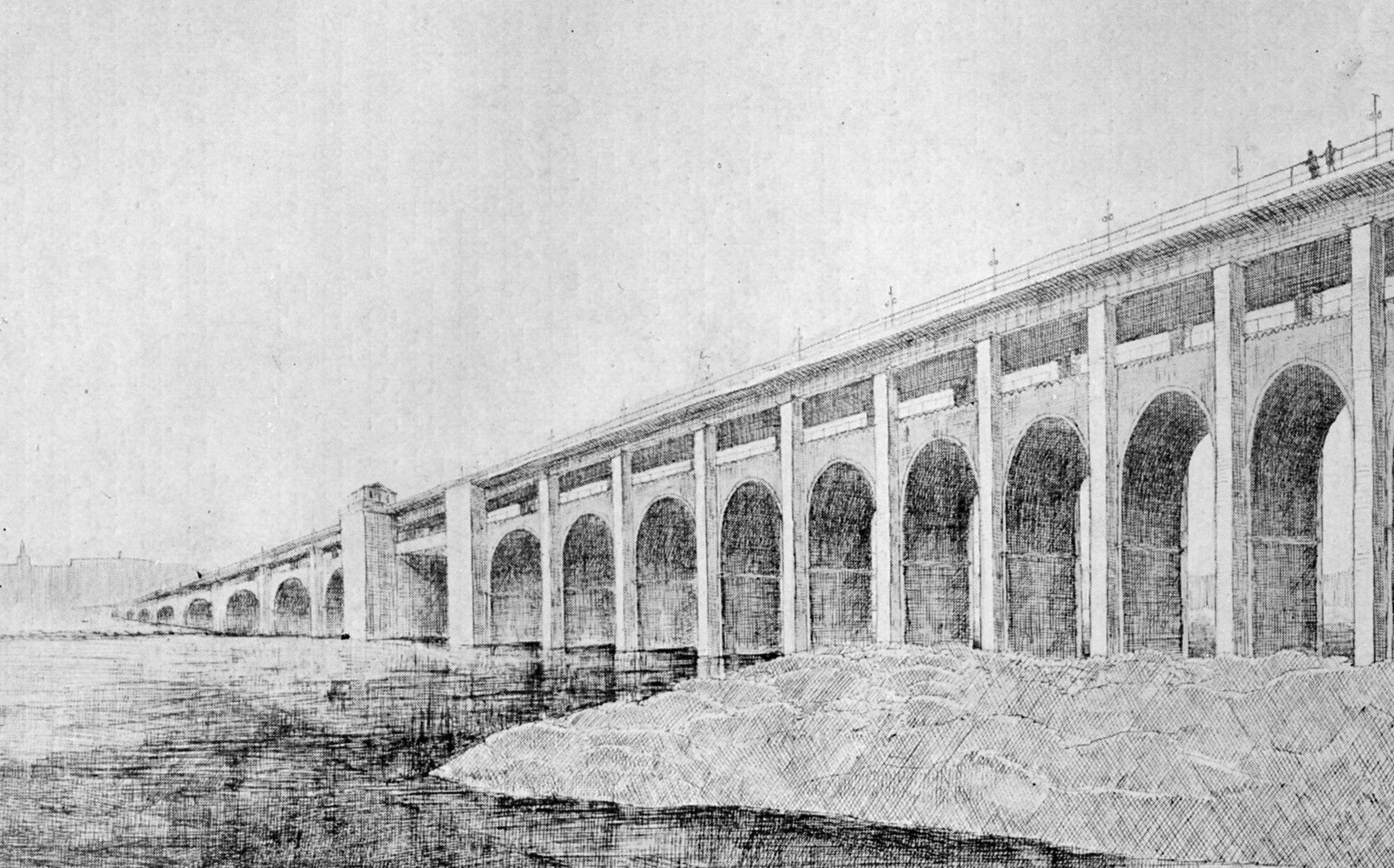
Gatubro av betong, 1924.

Gatubrons järnöverbyggnad skulle vila på bropelarnas sidor vars bredd ökades i form av en hylla på varje sida och med överkant cirka 1,5 meter över vattenytan. Dessa hyllor är det enda som syns idag av de utförda förberedelserna. Överbyggnaden skulle konstrueras av två rader nitade plåtbalkar som huvudreglar samt ett system av tvär- och längsgående reglar som skulle bära körbanan av armerad betong. Vid fackverksspannet skulle konstruktionen ansluta till spannets huvudbalkar, som hade förstärkts.
Överbyggnadens totala bredd planerades till 16 meter varav körbanan utgjorde 11 meter. Högsta punkten för gatuplanet skulle komma att ligga 38,3 meter över vattenytan. År 1924 presenterades även en variant med stödkonstruktion av betong, troligen ritad av Cyrillus Johansson.
Gatubron byggdes aldrig, men frågan aktualiserades då och då. Ett problem i sammanhanget var att bågspannet över den södra farleden begränsade en framtida körbana till enbart tre körfält, vilket på 1960-talet ansågs vara för smalt.
I 1960 års trafikledsplan kom planen med en gatubro emellertid igen. Denna gång med motorvägsstandard och placerad direkt väster om järnvägsbron. Arbetsnamnet för denna vägförbindelse var "Tantoleden" som skulle bli en länk mellan Stockholms ringled och det lokala gatunätet i Årsta och på Södermalm.

### Nutida bilder

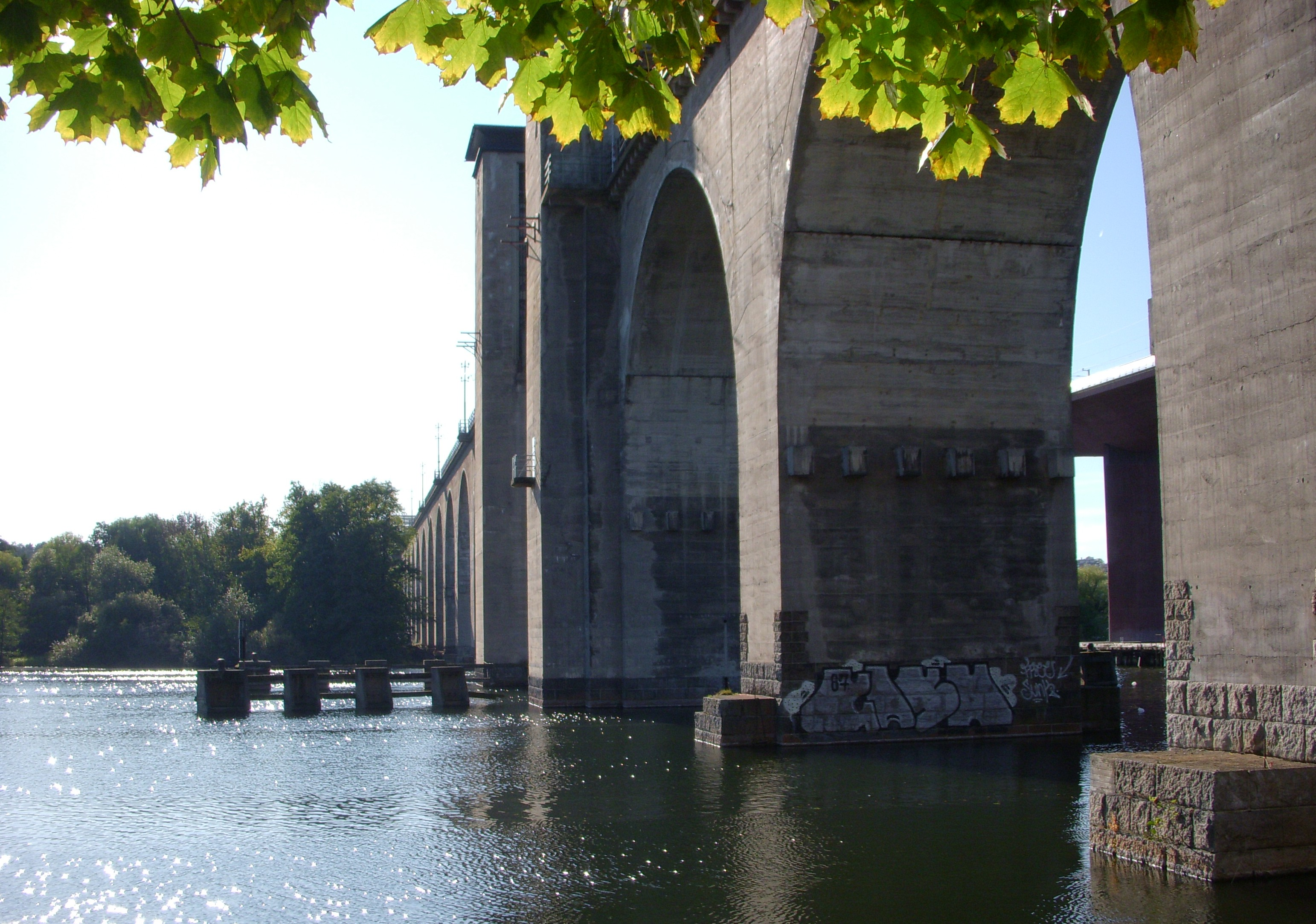
Östra bron, norra spannet
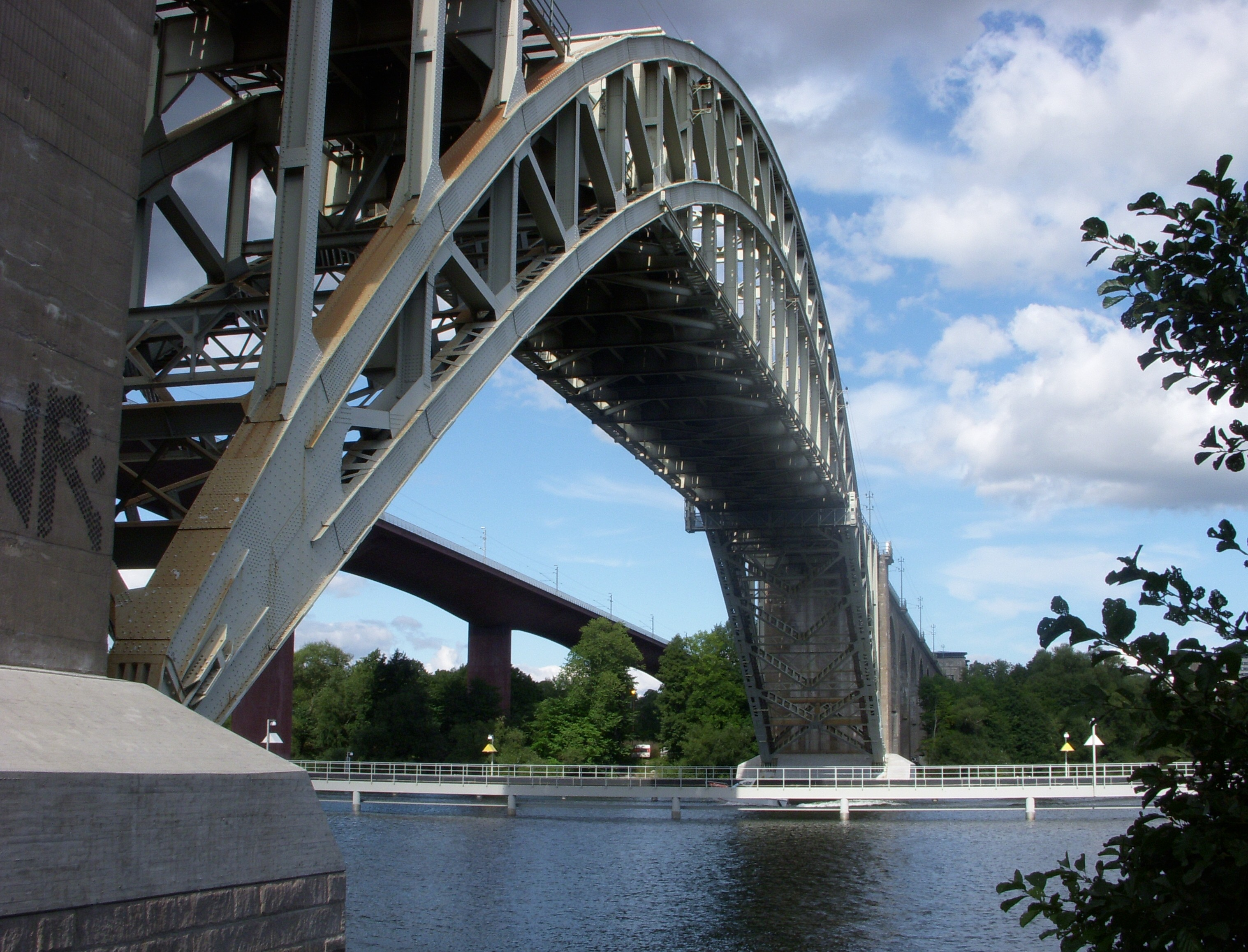
Östra bron, södra spannet
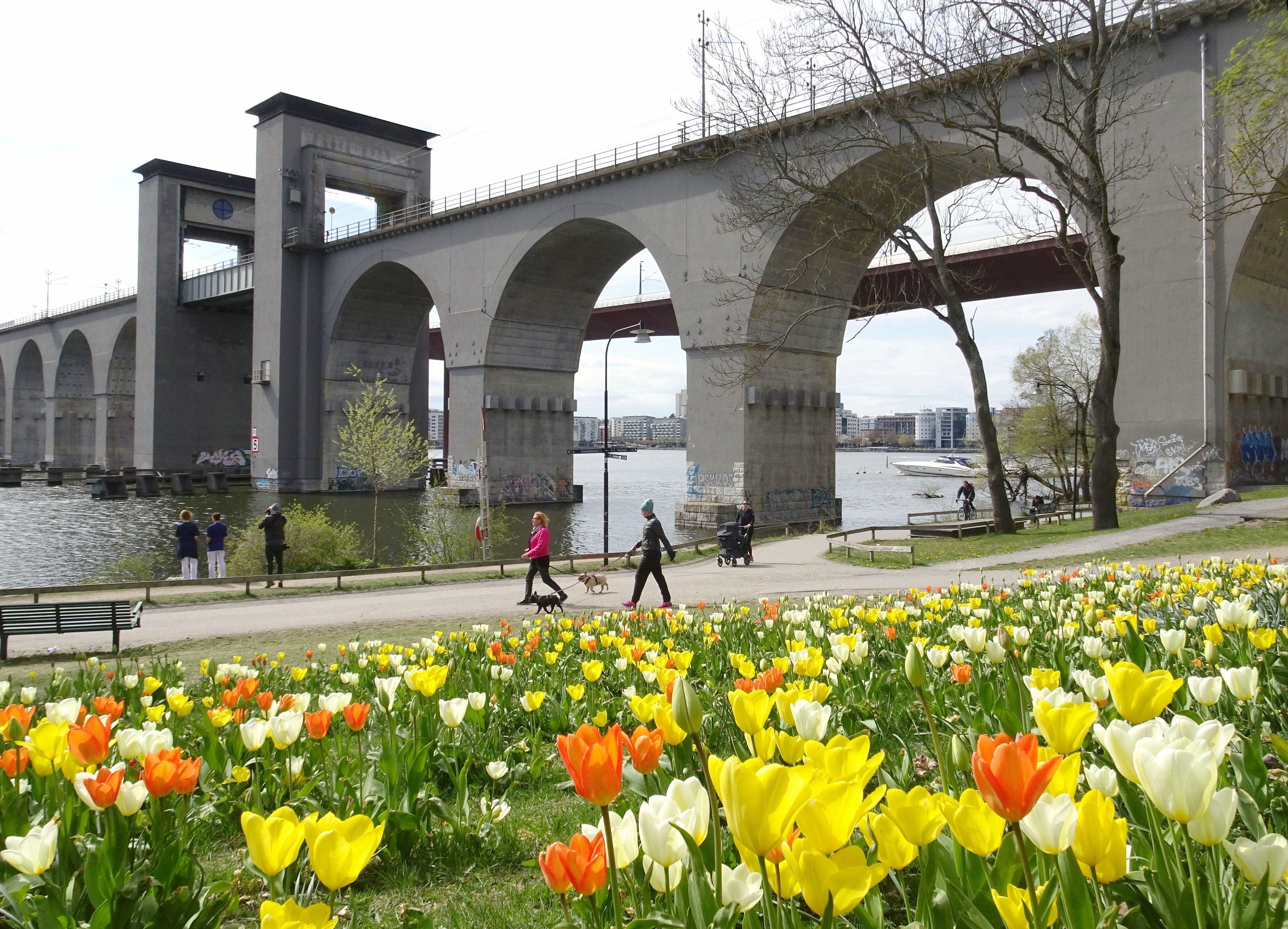
Östra bron, brofäste
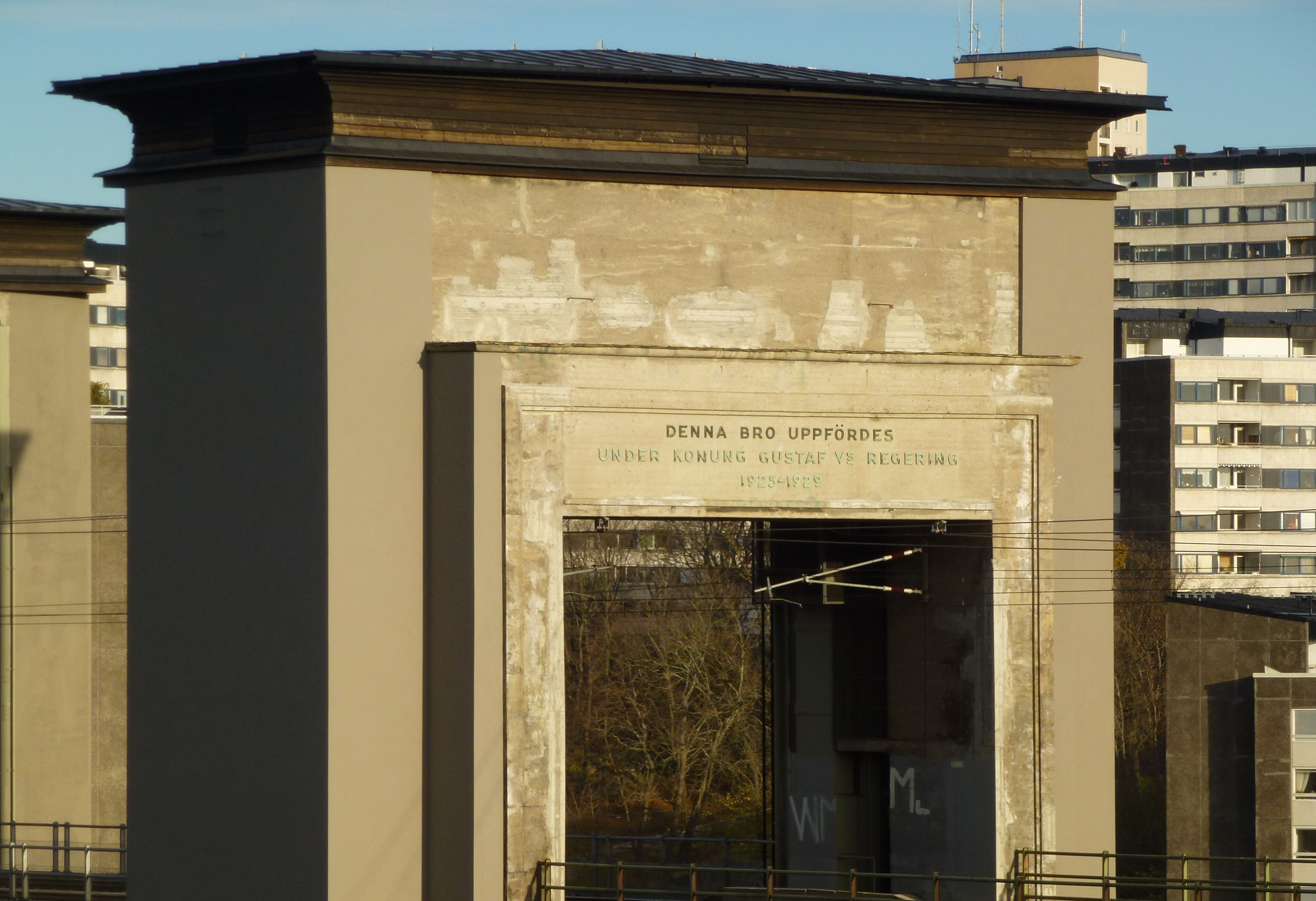
Pylon för det höj- och sänkbara brosegmentet
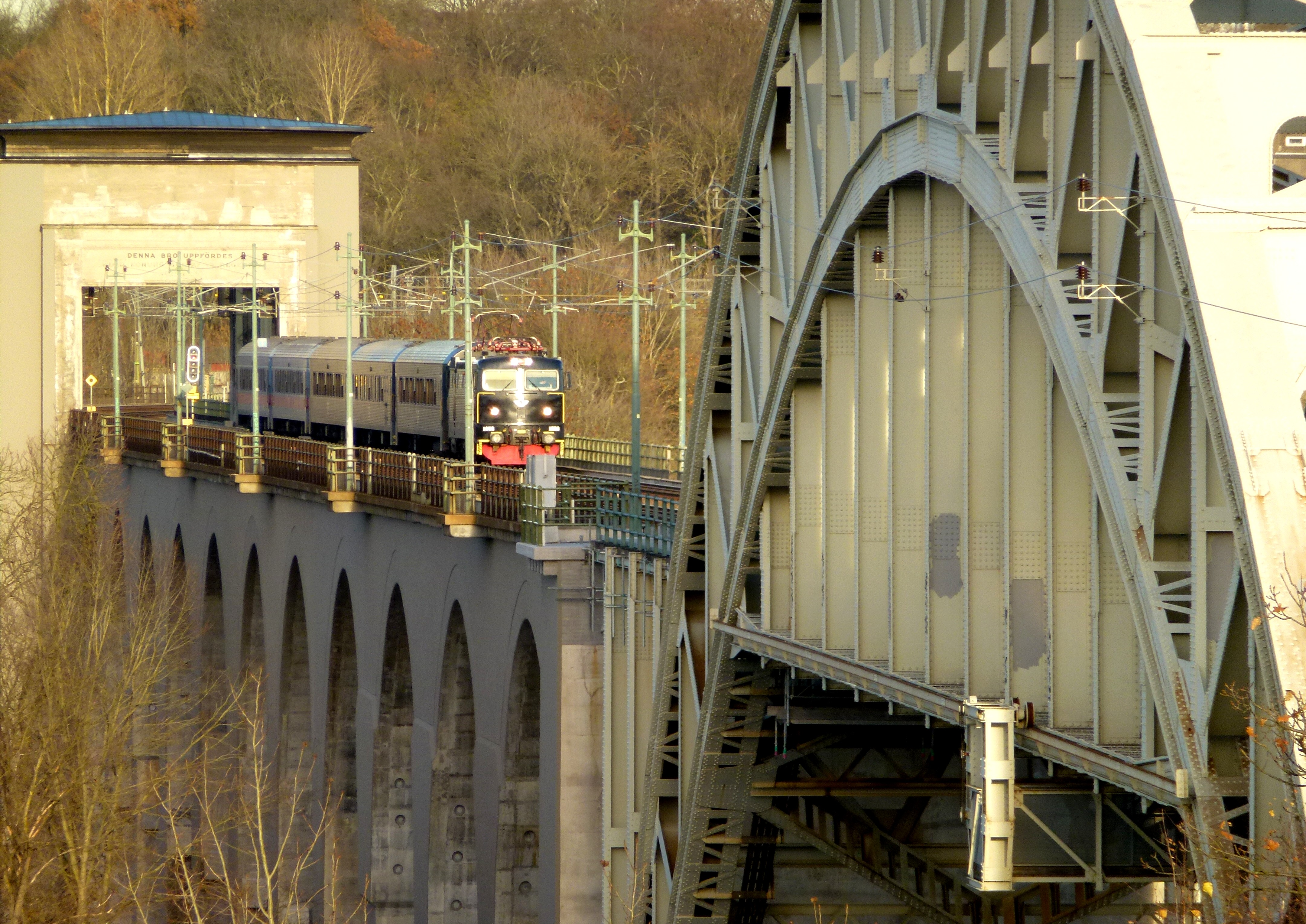
Ett fjärrtåg på östra bron
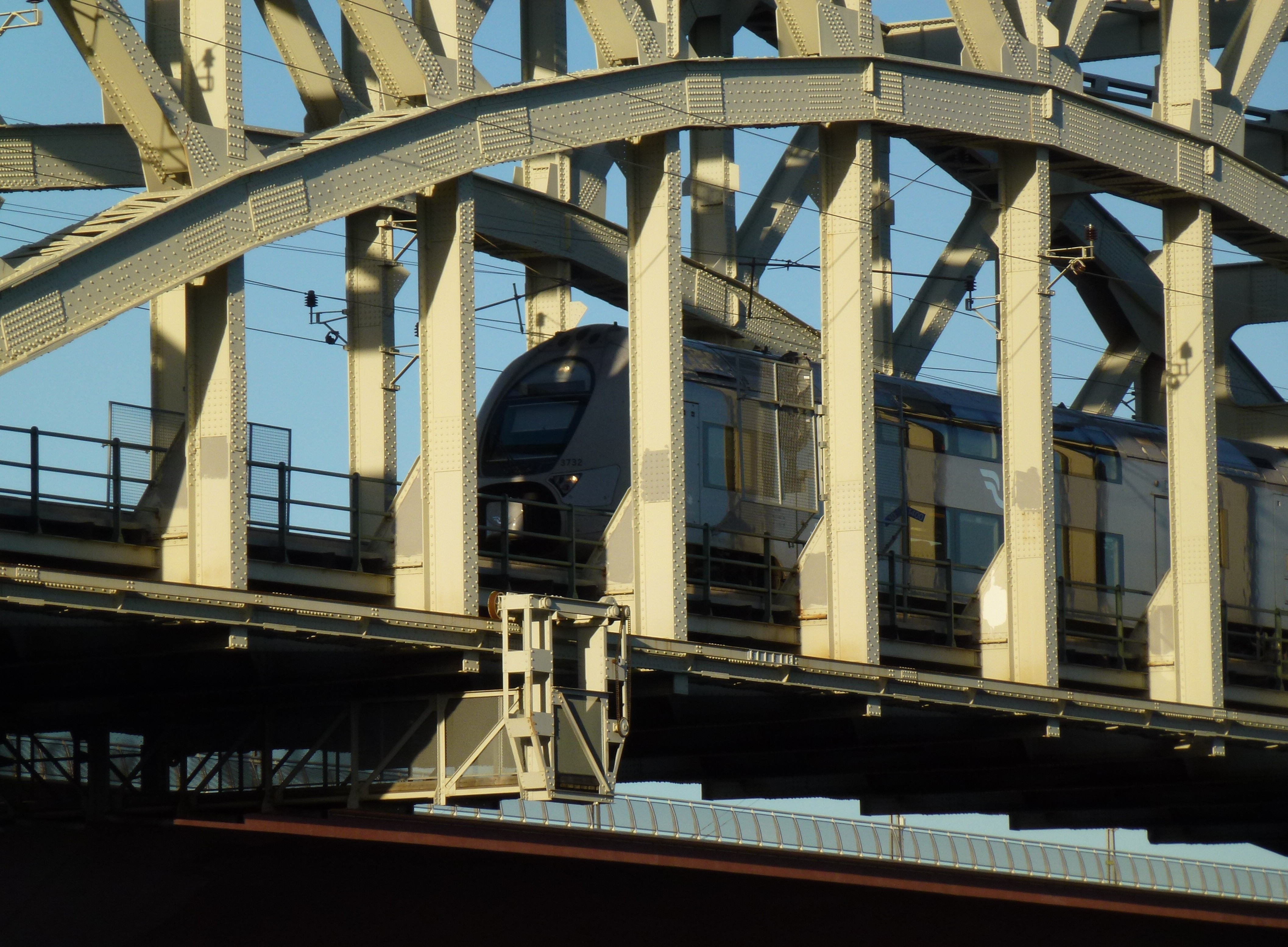
Ett fjärrtåg på fackverksspannet

### Bron i populärkulturen
I musikgruppen Abbas video "The Day Before You Came" från 1982 förekommer en helikopteråkning längs gamla Årstabron; denna filmsekvens gjorde bron internationellt berömd. I Susanne Biers film Freud flyttar hemifrån finns ett par scener inspelade i den södra pylonen som har ett rum med fönster där en man bosatt sig.

## Västra Årstabron

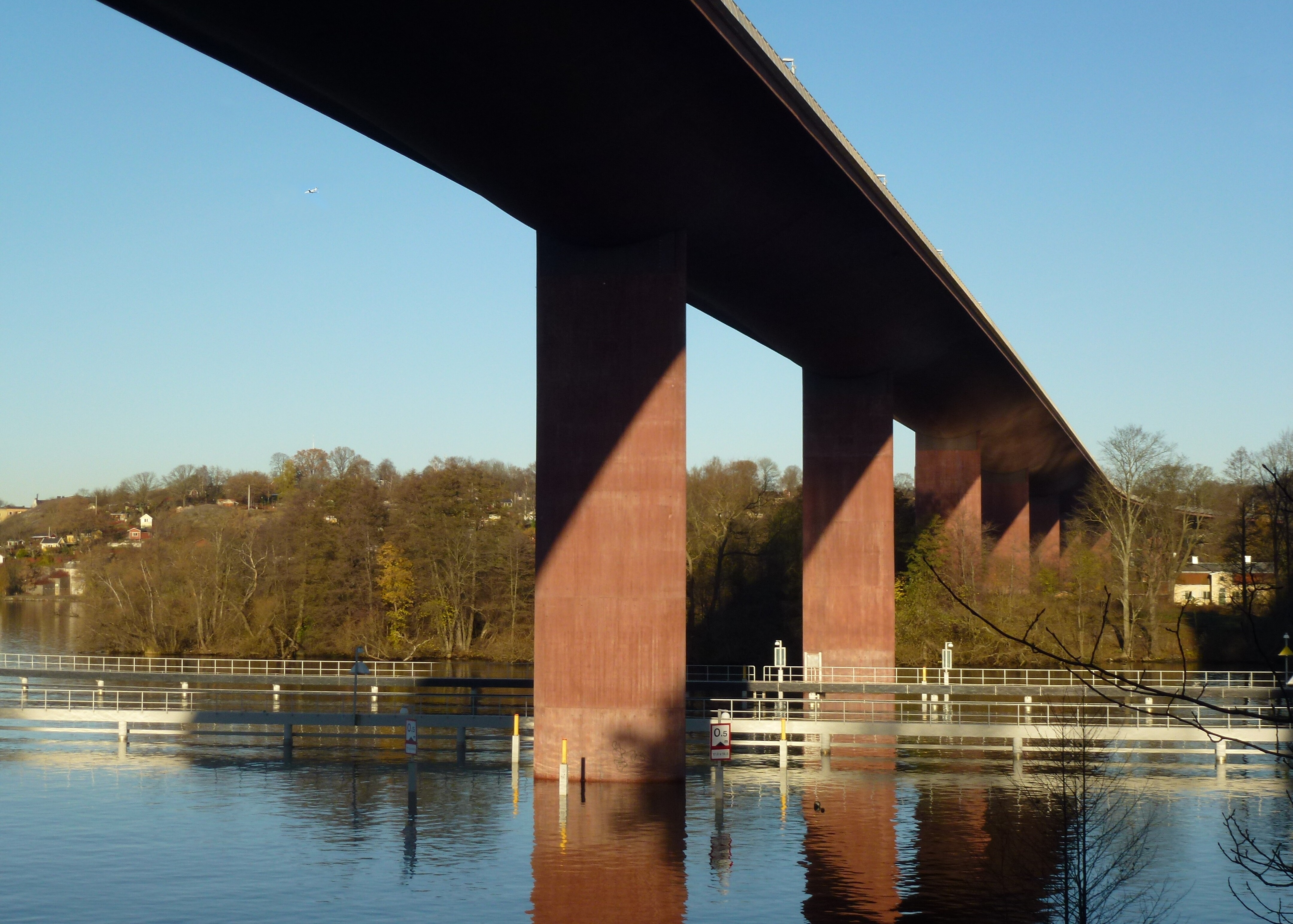
Västra Årstabron, november 2012.

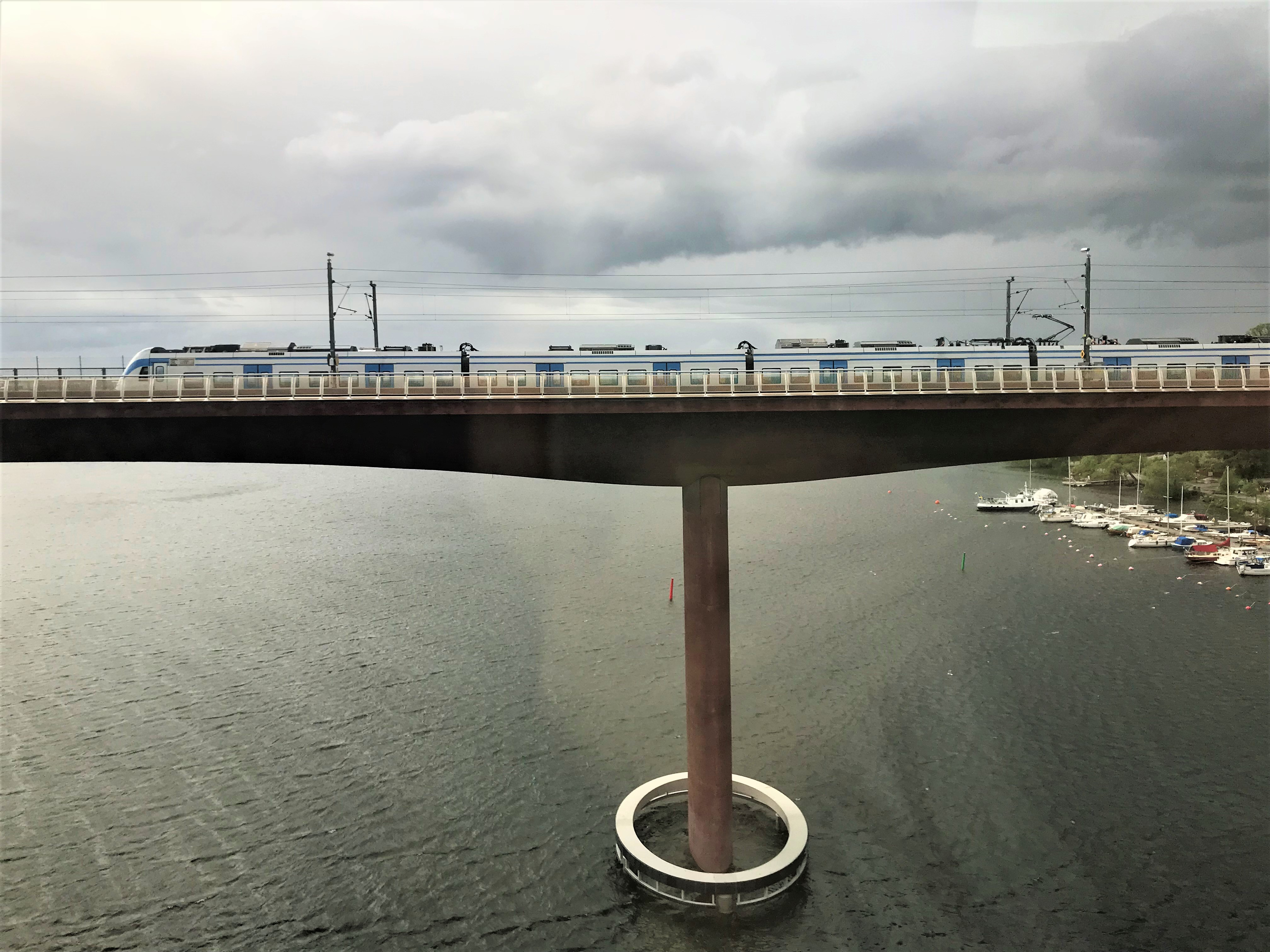
Västra Årstabron sedd från den östra bron, 2019.

Västra Årstabron är den nyare av de två broarna. Bron blev nödvändig eftersom den gamla Årstabron inte längre räckte till för att upprätthålla den allt tätare tågtrafiken till och från Stockholms Central. Man anordnade en internationell arkitekttävling som vanns av den brittiske arkitekten Norman Foster. 

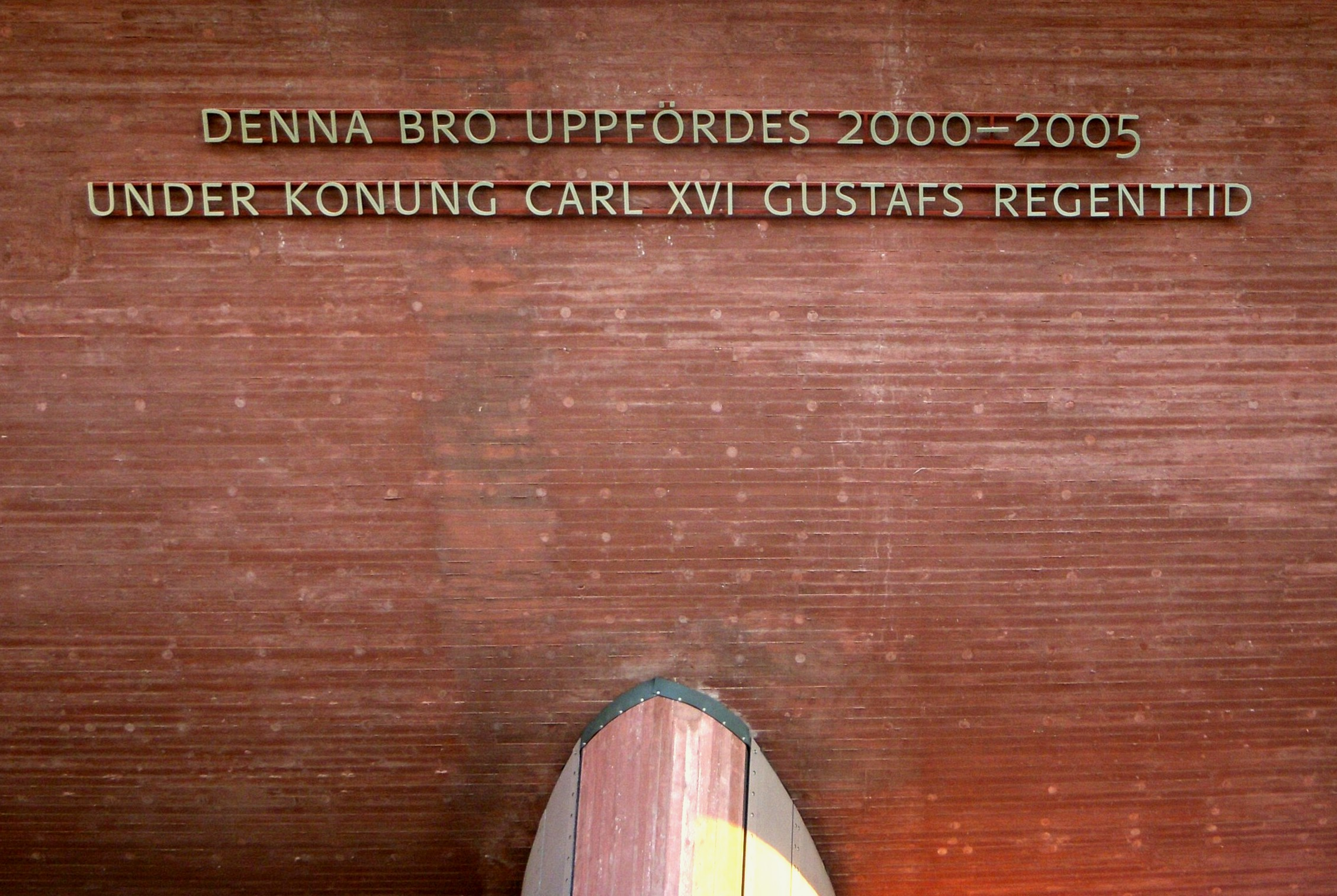
Inskriptionen.

Foster ville ha en mycket slank bro, som liksom ett tunt streck avtecknade sig framför den gamla bron. Bron konstruerades av WSP Sverige och det brittiska konsultföretaget Ove Arup & Partners som även medverkade vid formgivningen.
År 2000 började byggnadsarbetet med den nya bron, en betongbro med förspänd armering. Bron konstruerades så slank att ingenjörerna hade svårigheter att få plats med all armering och den dubbelkrökta undersidan av bron ställde timmermän och armerare inför extra utmaningar. Den låga bygghöjden tillät inte heller tyngden av ett konventionellt rälsmontage med slipers och bädd av makadam utan rälerna monterades direkt utan slipers i betongbanan.
Bron är ihålig, här finns en inspektionsgång och diverse försörjningsledningar. Den är 833 meter lång, och dess segelfria höjd är 26 meter. Bropelarna, tio stycken, är grundlagda på berg, delvis 35 meter under vattennivån. Spännvidden mellan pelarna är 78 meter. Brons betong är rödfärgad i en färgton motsvarande falu rödfärg, som Norman Foster tyckte passade bra för en bro i Sverige. Bron öppnades för norrgående tågtrafik 22 maj 2005, och provisoriskt för sydgående trafik 12 juni. Den invigdes 28 augusti 2005 av kung Carl XVI Gustaf.
En liknande inskription som på östra bron finns på västra brons sida på Södermalm. Texten lyder:

DENNA BRO UPPFÖRDES 2000–2005
UNDER KONUNG CARL XVI GUSTAFs REGENTTID
Den nya Årstabron har två järnvägsspår, en gång- och cykelbana på västra sidan och en körbana för servicefordon på östra sidan. Bron är 833 meter lång och 19,5 meter bred och har 26 meter segelfri höjd. Byggherre var Banverket och byggentreprenör var Skanska.

### Nutida bilder

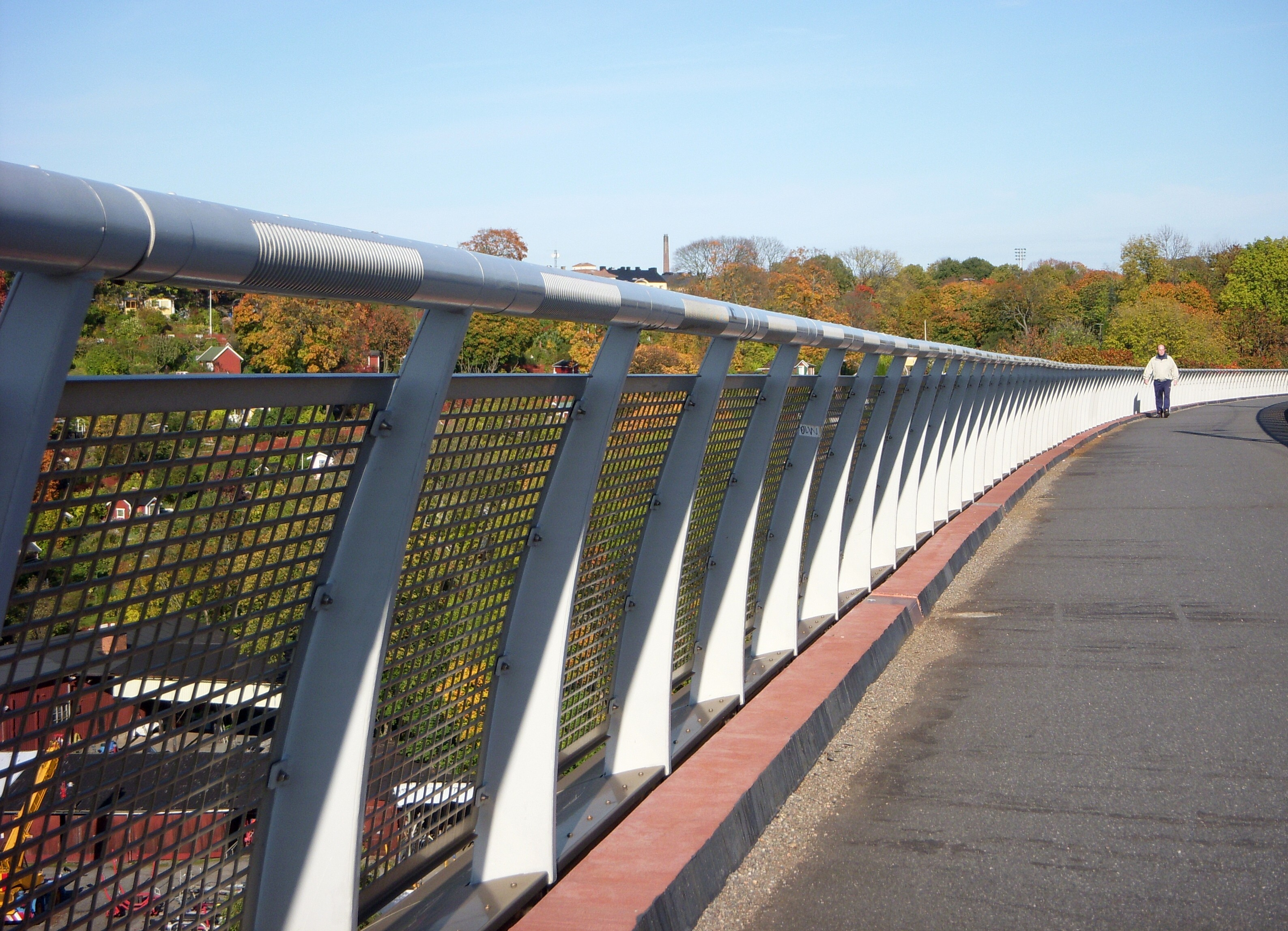
Västra bron räckesdetalj
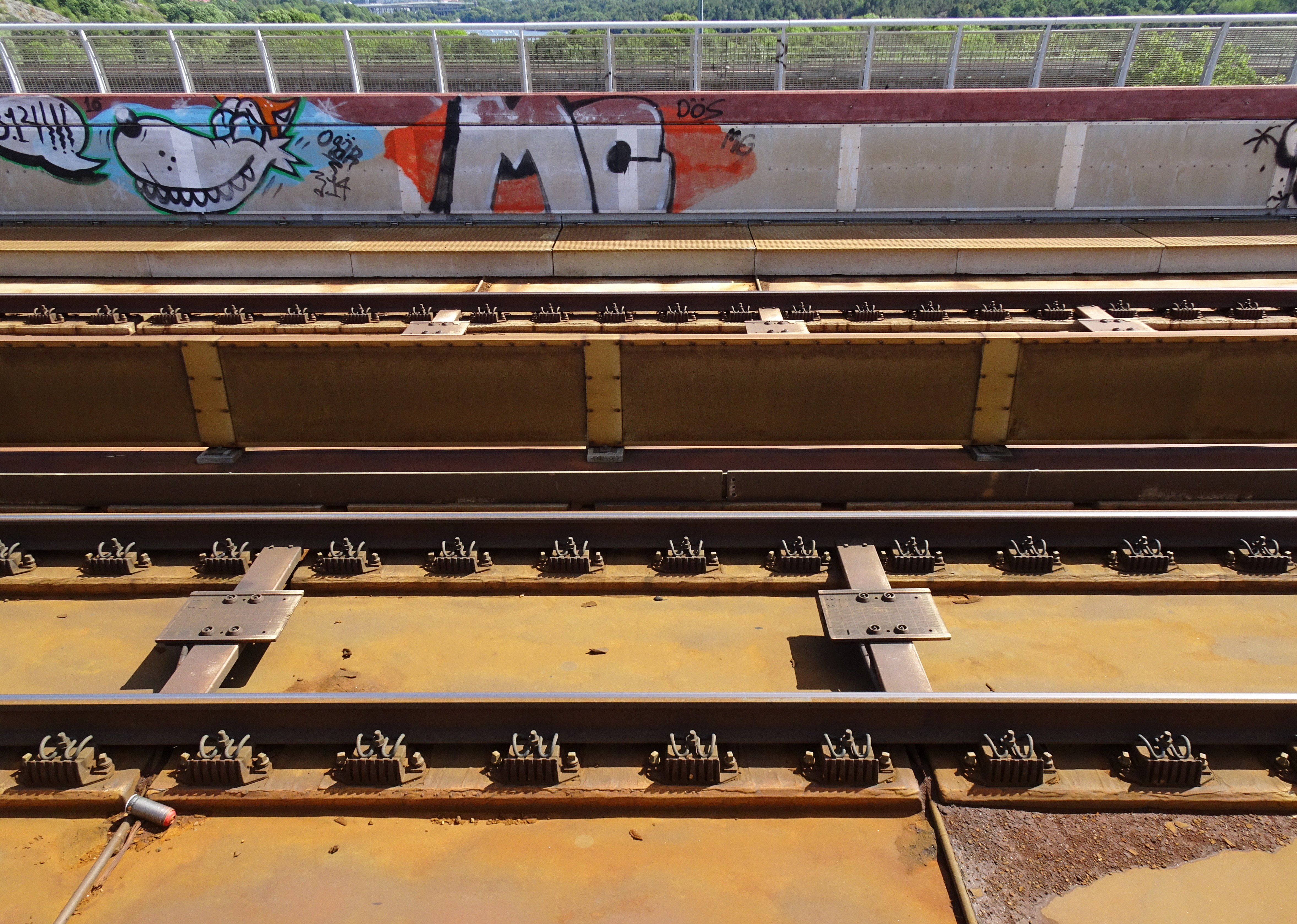
Infästning av rälerna direkt i betongen
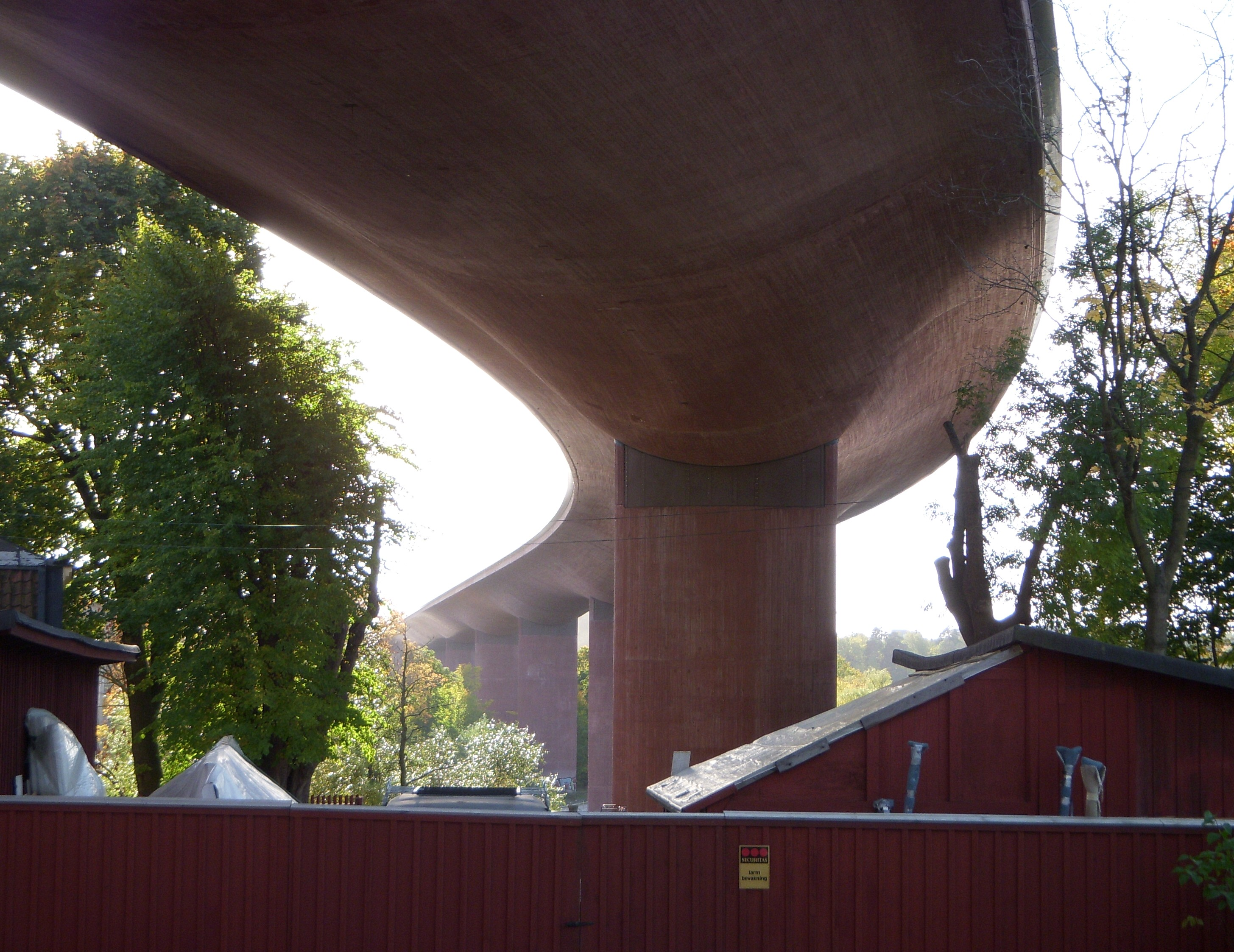
En faluröd bro över faluröda byggnader
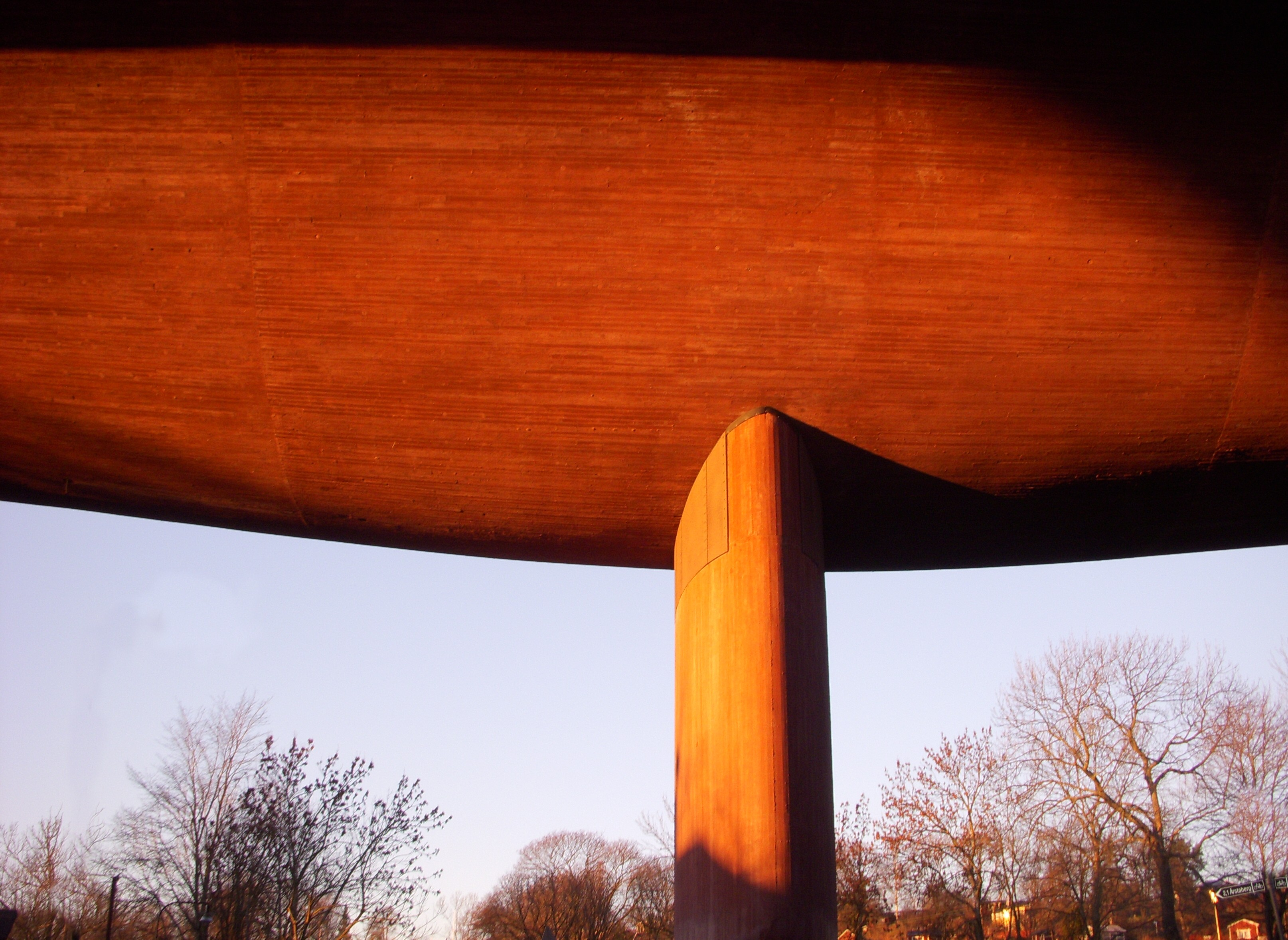
En av brons bropelare i kvällsljus
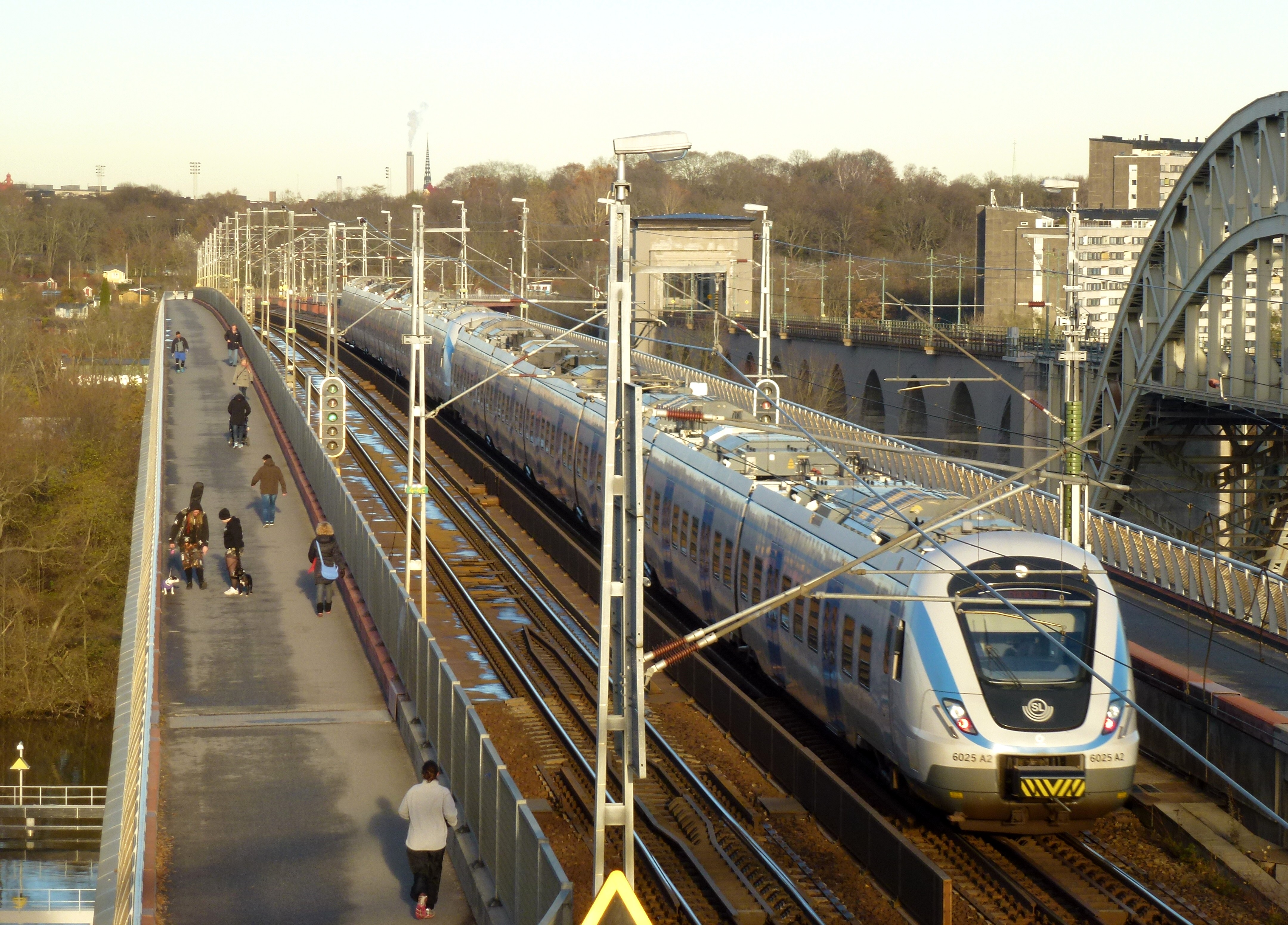
Ett pendeltåg på västra bron

## Referenser

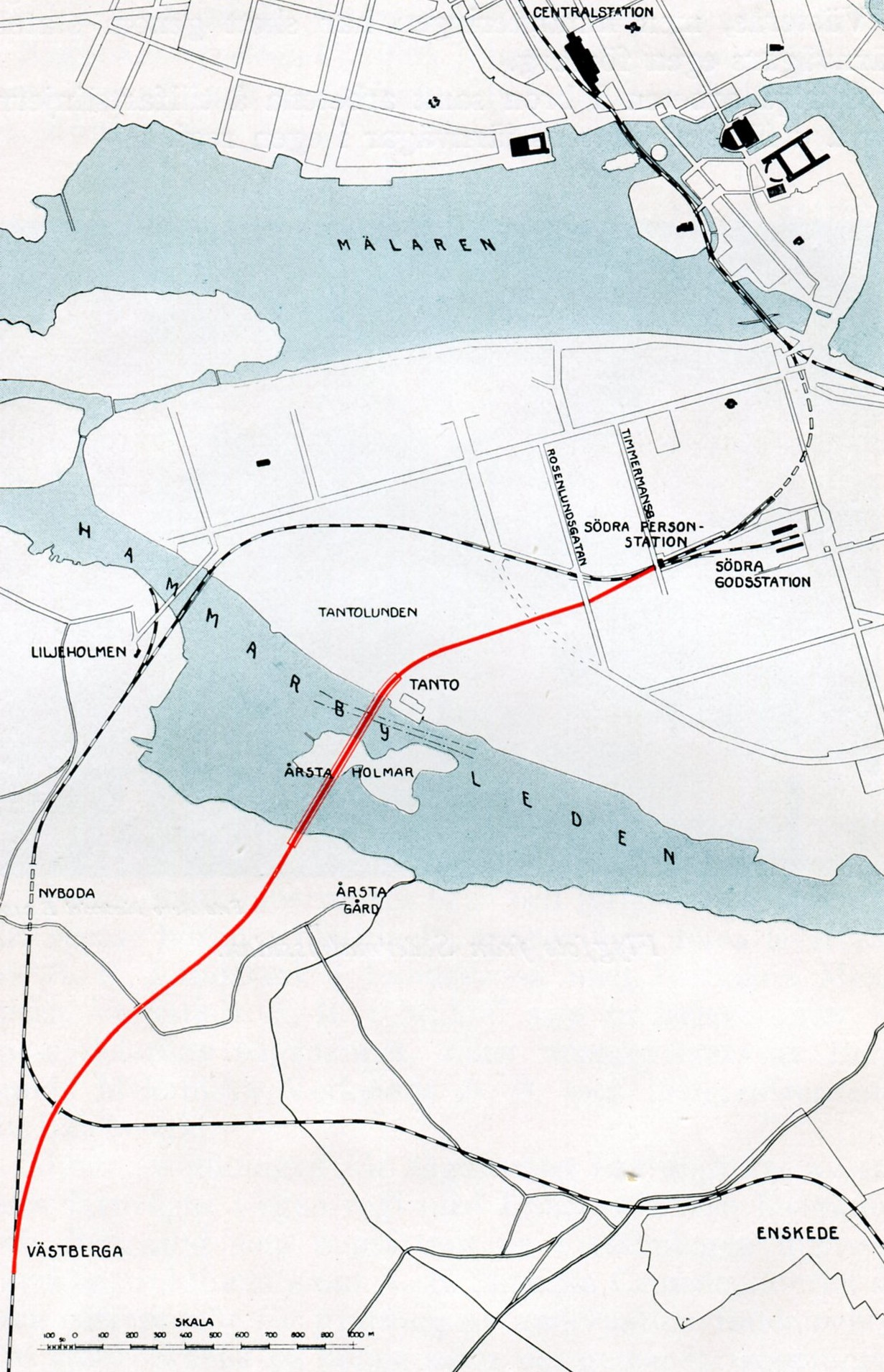
Nya sträckningen av västra stambanan (rött) med nya bron över Hammarbyleden.